# Storia della Sardegna
La storia della Sardegna riguarda le vicende storiche relative all'isola della Sardegna.
Situata nel Mediterraneo occidentale, la Sardegna è stata sin dagli albori della civiltà un attracco assiduamente frequentato da quanti navigavano da una sponda all'altra del Mediterraneo in cerca di materie prime e di nuovi sbocchi
commerciali.
Ricco di materie prime e di acque, il suo territorio ha sempre favorito il popolamento e l'impianto di insediamenti considerevoli. Fu così che l'isola nella sua storia millenaria ha saputo trarre vantaggio sia dalla propria insularità che dalla posizione strategica, in quanto luogo imprescindibile nella rete degli antichi percorsi.
Nel patrimonio storico e culturale della Sardegna si trovano abbondanti testimonianze culturali indigene, ma anche gli influssi e le presenze delle maggiori potenze coloniali. Con riferimento alle traversie storiche che hanno coinvolto l'isola, lo storico americano John Day ebbe a definire la Sardegna come "una delle più vecchie dipendenze coloniali del mondo".
Secondo una dibattuta tesi dello studioso Giovanni Lilliu, la storia sarda è stata in ogni tempo caratterizzata da ciò che egli definiva come "costante resistenziale sarda", ossia la resistenza millenaria condotta dagli isolani contro i nuovi invasori; nei periodi in cui subirono l'influenza delle maggiori potenze coloniali, secondo l'archeologo, il tessuto di "sardità" o "sarditudine", ovvero il complesso di consuetudini, mentalità e tradizioni del gruppo etnico sardo, sarebbe stato custodito attraverso i secoli dalle popolazioni barbaricine che le hanno tramandate fino ai nostri giorni.

## Preistoria

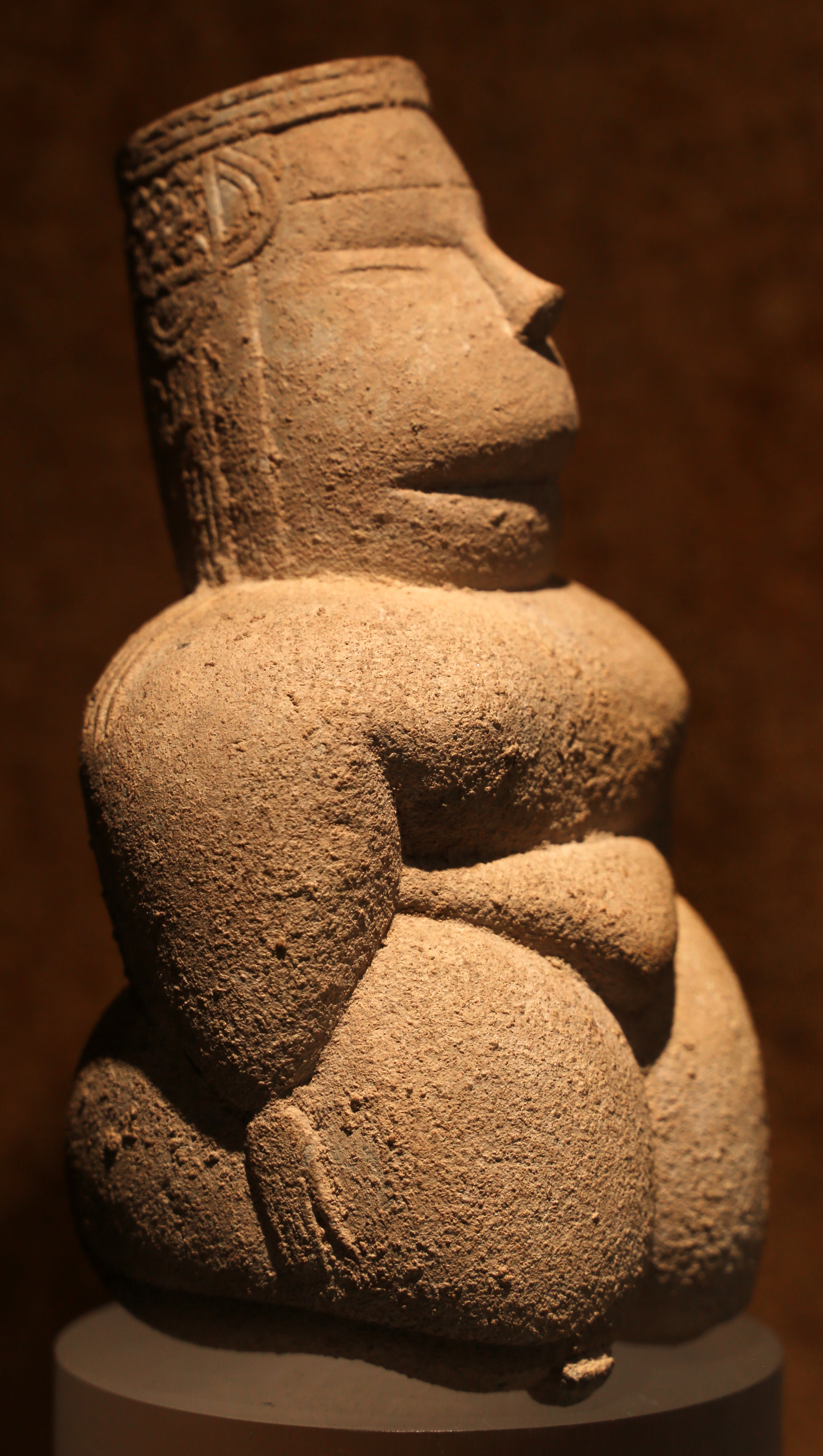
Cùccuru s'Arrìu (Cabras) - Cultura di Bonu Ighinu - statuina di Dea Madre - Museo archeologico nazionale (Cagliari).

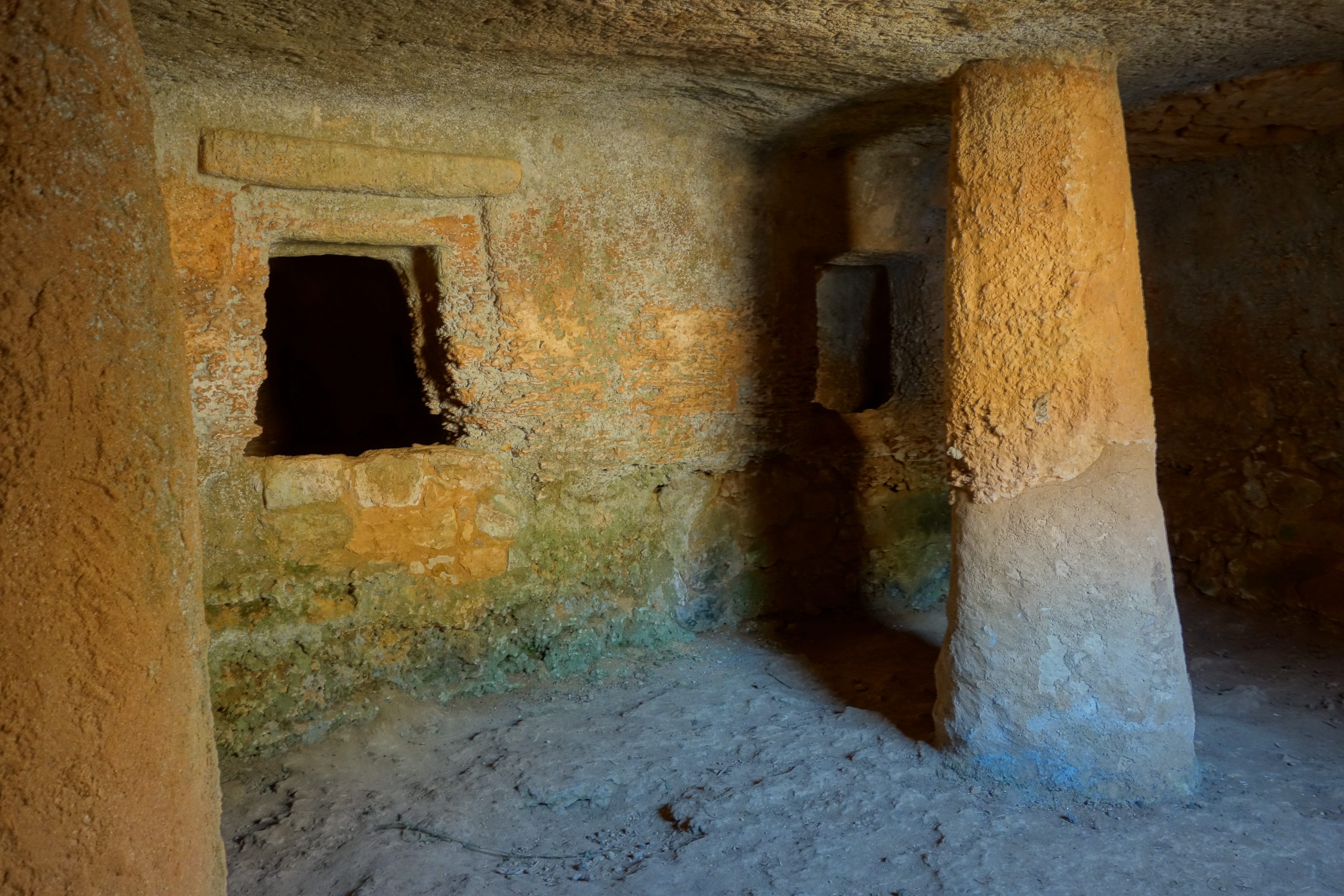
Domus de janas della necropoli di Anghelu Ruju

### Paleolitico e Mesolitico
Le prime tracce di presenza umana (Homo erectus) sull'isola risalgono al Paleolitico inferiore e consistono in rudimentali selci scheggiate, ritrovate nel sassarese a Perfugas, risalenti a un periodo compreso tra i 500 000 e i 100 000 anni fa.
Le prime tracce riconducibili all'uomo moderno (Homo sapiens) risalgono invece a circa 20 000 anni fa. Gli scavi effettuati nella Grotta Corbeddu, presso Oliena, hanno restituito pietre sbozzate e fossili umani. Al Mesolitico vengono datati i reperti della Grotta Su Coloru di Laerru e quelli del sito di Su Carroppu di Sirri, mentre risalgono al periodo di transizione tra Mesolitico e Neolitico degli scheletri umani scoperti nella marina di Arbus, in località Su Pistoccu, rinominati dagli archeologi Beniamino e Amsicora.

### Neolitico e Calcolitico
Numerose sono le testimonianze del Neolitico antico. Gli antichi abitanti di quest'epoca incidevano le ceramiche con il bordo di una conchiglia, il cardium edulis, da cui deriva la denominazione della cultura della ceramica cardiale, che si sviluppò dal 6000 a.C. sino al 4000 a.C. circa.. Viene suddivisa dagli studiosi in tre fasi: 
- Su Carroppu (6000-4700 a.C.);
- Grotta Verde (4700-4300 a.C.);
- Filiestru (4300-4000 a.C.).

La successiva civiltà di Bonu-Ighinu durò fino al 3500 a.C. circa e ad essa seguì, con il breve interludio della cultura di San Ciriaco (3400-3200 a.C.), la civiltà di San Michele di Ozieri, legata alle culture delle Isole egee, che si protrasse fino al 2700 a.C..
I Sardi neolitici vivevano sia in villaggi all'aperto che in grotte, allevavano bestiame, coltivavano cereali, conoscevano la caccia, la pesca e la tessitura. Utilizzavano strumenti in selce e in ossidiana di cui l'Isola - grazie ai giacimenti del Monte Arci - abbonda, e il cui commercio ebbe inizio già in epoca pre-neolitica. Scolpivano statuine stilizzate raffiguranti la Dea Madre accentuandone le forme del seno e del bacino (raffigurazioni steatopigie). Fabbricavano inoltre ceramiche di diversi stili e le decoravano in vario modo; lavorarono per la prima volta il rame e l'argento ed edificarono una delle più enigmatiche costruzioni del periodo prenuragico, l'Altare preistorico di Monte d'Accoddi, che verrà ristrutturato varie volte nei secoli a venire.

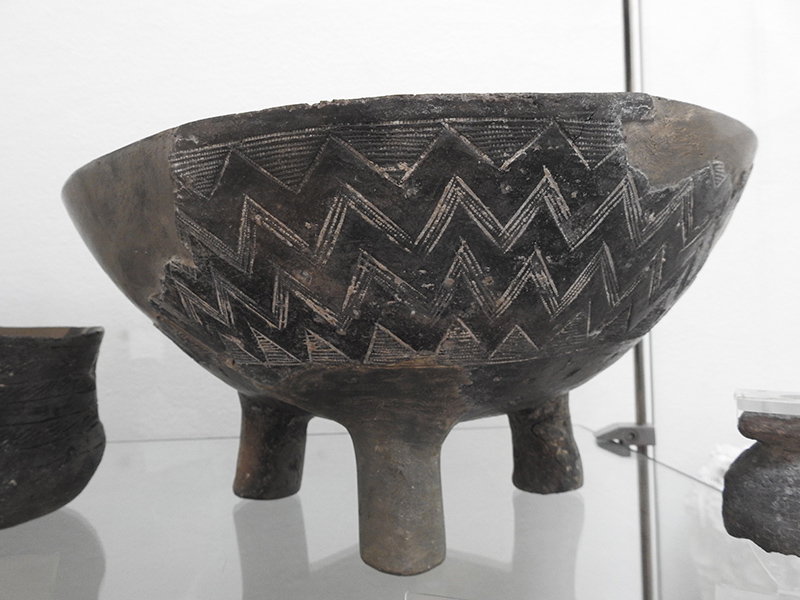
Vaso tetrapode da Santu Pedru, cultura del vaso campaniforme

Si svilupparono in quel periodo alcune forme di architettura funeraria megalitica come le tombe a circolo, comparse soprattutto in Gallura nell'ambito della cultura di Arzachena (ma con riscontri anche in altre parti dell'Isola e nell'area Corso-Pirenaica), composte da una cista litica a forma quadrangolare, che fungeva da sepolcro, circondata da un circolo formato da altre lastre ortostatiche in pietra e segnalate dai menhir (o perdas fittas), grandi pietre conficcate nel terreno di cui la Sardegna è disseminata.
Altre sepolture di tipo megalitico di poco successive erano i dolmen, diffusi in particolare nel centro-nord dell'Isola (tra i più significativi spicca quello di Sa Coveccada presso Mores) e comuni a gran parte dell'Europa occidentale e settentrionale, ma anche al Vicino Oriente.
L'altra forma sepolcrale che ha caratterizzato quell'epoca sono le cosiddette domus de janas (case delle fate o delle streghe), tombe ipogeiche scavate nella roccia che riproducevano l'intera struttura abitativa. Il pavimento e le pareti della tomba, così come il corpo del defunto, venivano rivestiti di ocra rossa.
Nella fase finale del periodo neolitico, detta Calcolitico, si susseguirono le culture di Abealzu-Filigosa (2700-2400 a.C.), di Monte Claro (2400-2100 a.C.) e quella del Vaso campaniforme (2100-1800 a.C.), quest'ultima ritenuta di apporto esterno e importata probabilmente da piccoli gruppi etnici giunti, in varie ondate, dal Continente (Francia, Spagna, Centro Europa).
La metallurgia del rame ebbe un ulteriore sviluppo con la conseguente diffusione delle armi (pugnali), che compaiono ora di frequente anche nelle sepolture e nell'arte figurativa con le statue stele del Sarcidano e di altri territori contigui. Le grandi muraglie megalitiche a difesa degli insediamenti, come nel caso del Complesso di Monte Baranta, testimoniano il sopraggiunto clima di insicurezza che aleggiava fra le popolazioni sarde nella prima età dei metalli.

### Civiltà nuragica

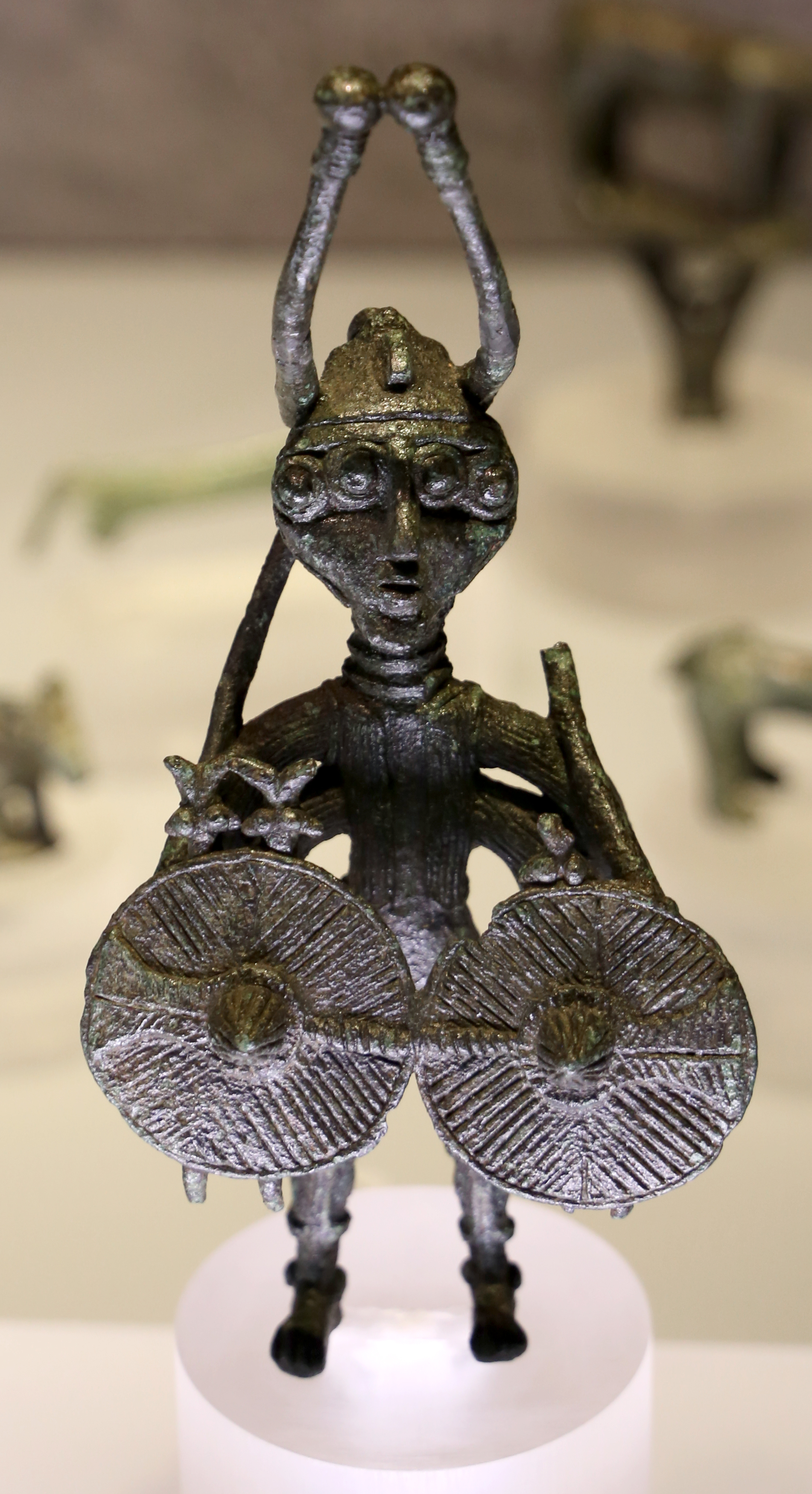
Le tipiche statuette in bronzo testimoniano l'alta capacità raggiunta dai Sardi nuragici nell'arte di lavorare i metalli

Frutto dell'evoluzione di preesistenti culture megalitiche presenti in Sardegna dal Neolitico medio alla fine del III millennio a.C. la civiltà nuragica si diffuse durante la fase culturale detta di Bonnanaro (1800-1600 a.C. circa), imparentata con la precedente cultura del vaso campaniforme e con quella di Polada.
Ben presto sull'Isola, iniziarono a diffondersi manufatti in bronzo e i pugnali si evolvono nelle prime spade, come quelle in rame arsenicale rinvenute nell'ipogeo di Sant'Iroxi in territorio di Decimoputzu. I dolmen a galleria (o allée couvertes) del periodo prenuragico si trasformano in tombe dei giganti, lunghe anche 30 metri, e vengono eretti i primi protonuraghi o nuraghi a corridoio di cui si conoscono circa 500 esemplari.

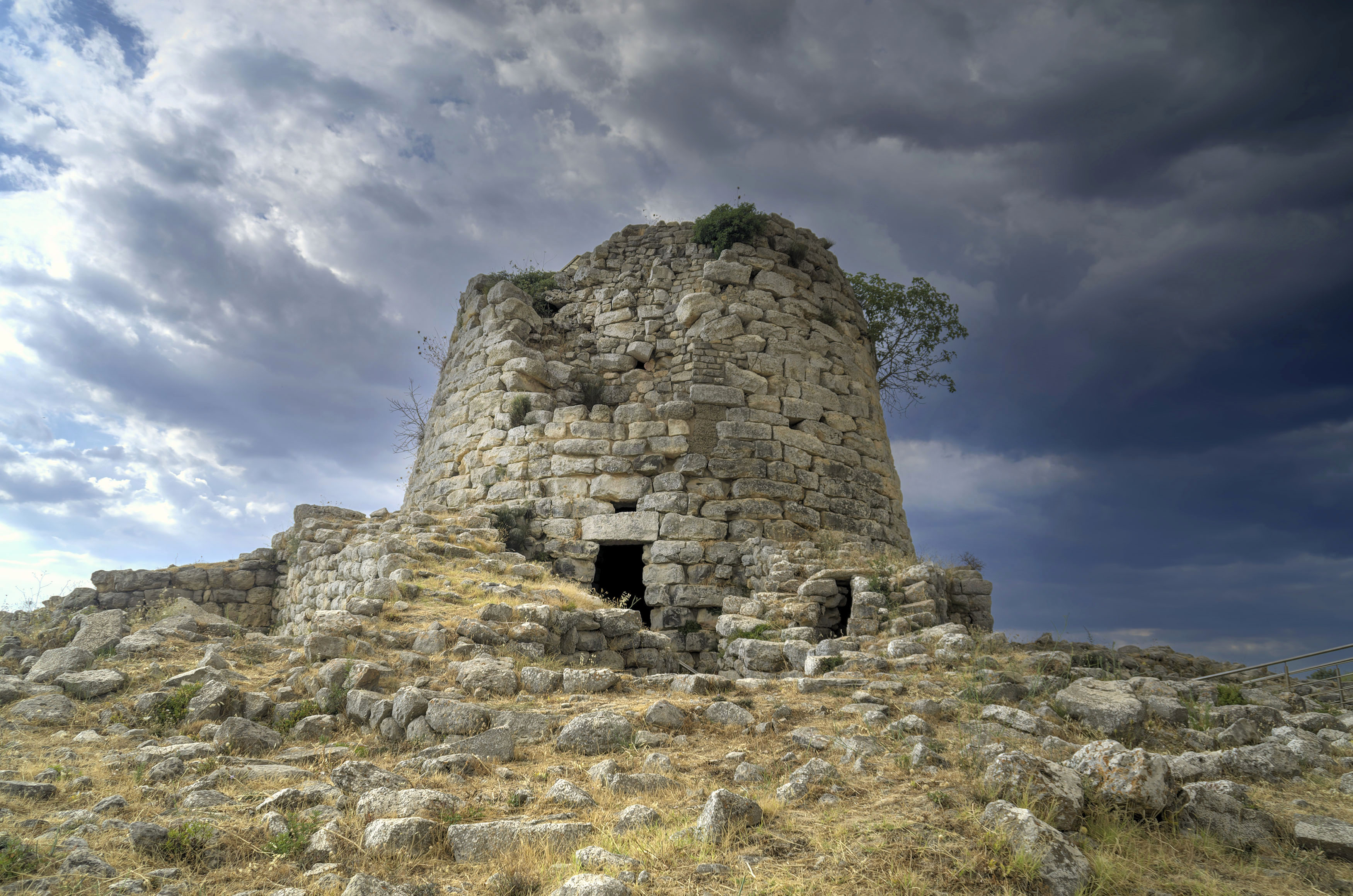
Nuraghe Is Paras, Isili

I nuraghi a tholos rappresentano l'evoluzione dei protonuraghi e furono inizialmente del tipo monotorre. Con il passare dei secoli divennero sempre più complessi fino ad assumere l'aspetto di vere e proprie regge con numerose torri attorno ad un mastio centrale come Su Nuraxi di Barumini e l'Arrubiu di Orroli. Più di 7 000 nuraghi, in media uno ogni 4 km² caratterizzano ancora oggi il territorio della Sardegna. Erano il centro della vita sociale degli antichi Sardi ed attorno ad essi si sviluppavano i villaggi di capanne circolari.
Secondo le ipotesi degli studiosi, la Sardegna in quel periodo era già molto popolata. Su una media di 5 000 nuraghi semplici e di 3 000 fra nuraghi complessi e villaggi, con una media di 10 abitanti per ogni torre isolata e di 100 abitanti per ogni borgo, si poteva contare una popolazione di circa 245 000 unità (verrà raggiunta nuovamente una simile densità abitativa solo nel XV secolo); altre ipotesi fanno supporre ad un numero maggiore, tra i 400 000 e i 600 000 abitanti. 

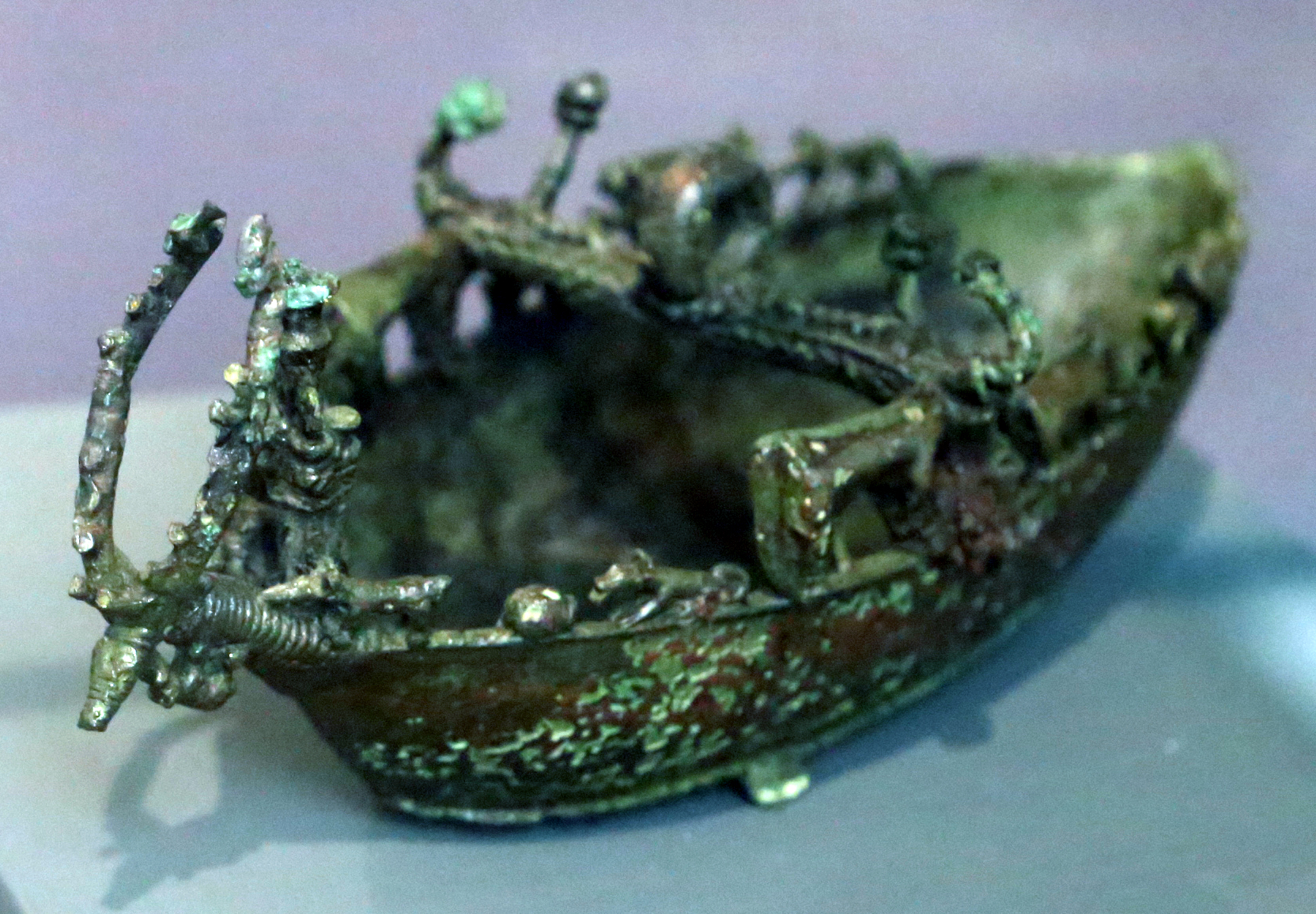
Navicella nuragica dalla tomba del duce di Vetulonia, museo archeologico nazionale di Firenze

I Nuragici non furono soltanto un popolo di guerrieri, pastori e contadini, ma furono anche abili navigatori lasciando traccia del loro passaggio in tutto il bacino del Mediterraneo e intessendo rapporti con le popolazioni micenee, cretesi, cipriote, etrusche e iberiche. Ceramiche nuragiche e prodotti della metallurgia isolana risalenti ad un periodo compreso fra il Bronzo medio e il Bronzo finale sono state scoperte in Sicilia, nell'Ellade, a Creta e a Cipro, mentre alla prima età del ferro sono da ascrivere i reperti ceramici rinvenuti lungo le coste iberiche e quelle tirreniche. Tali ceramiche per la maggior parte non costituivano prodotti commerciabli, ma erano prevalentemente vasi comuni come anforette e olle che venivano utilizzate dai marinai nuragici come ceramica di bordo, mentre le brocchette askoidi, considerate tra i contenitori nuragici più raffinati, dal collo sottile e dal corpo globulare finemente decorato, sono state rinvenute in tombe etrusche; secondo gli studiosi, esse contenevano vino sardo commerciato con gli Etruschi che, tra i secoli IX e VIII a.C. ancora non coltivavano la vite. Allo stesso tempo, perline in vetro, ceramiche, avorio e lingotti di rame a pelle di bue raggiunsero la Sardegna dal Mediterraneo orientale.
I tempietti a mégaron e i cosiddetti pozzi sacri costituiscono le più importanti strutture religiose di questa civiltà. Questi ultimi erano dedicati al culto delle acque e secondo le recenti ricerche dello studioso Arnold Lebeuf, il pozzo sacro di Santa Cristina, in particolare, è risultato essere un elaborato osservatorio astronomico tanto da suggerire che i popoli nuragici possedevano conoscenze molto avanzate per un'epoca così lontana. Solo una perfetta conoscenza delle complicate teorie lunari infatti poteva rendere possibile, secondo lo studioso, il disegno e la costruzione dell'osservatorio il cui progetto è stato pianificato punto per punto prima di scavare sulla roccia.

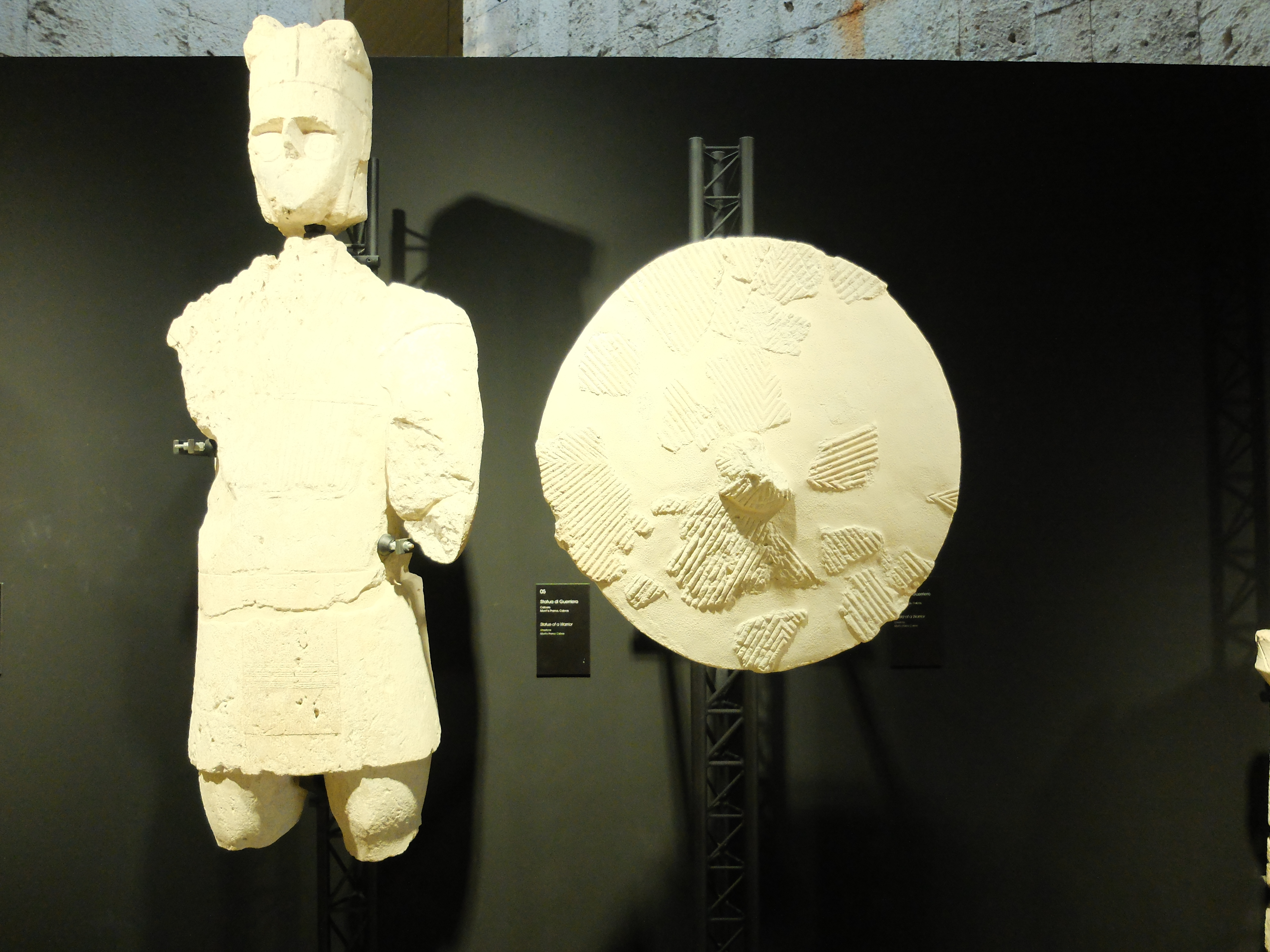
Statua di guerriero con scudo da Mont'e Prama

Vengono annoverate fra le più importanti produzioni artistiche nuragiche le grandi statue in arenaria dei giganti di Mont'e Prama, alte anche più di due metri e raffiguranti arcieri, pugilatori e guerrieri, nonché modelli di nuraghe, e i bronzetti, statuette in bronzo realizzate con la tecnica della cera persa tipiche di quel periodo, con raffigurazioni di soggetti a volte realistici, a volte immaginari.
Con l'arrivo in Sardegna dei Cartaginesi prima e dei Romani poi, i Nuragici si ritirarono nelle regioni interne dell'isola opponendo una fiera resistenza agli invasori.

## Epoca antica

### Sardegna fenicia e cartaginese

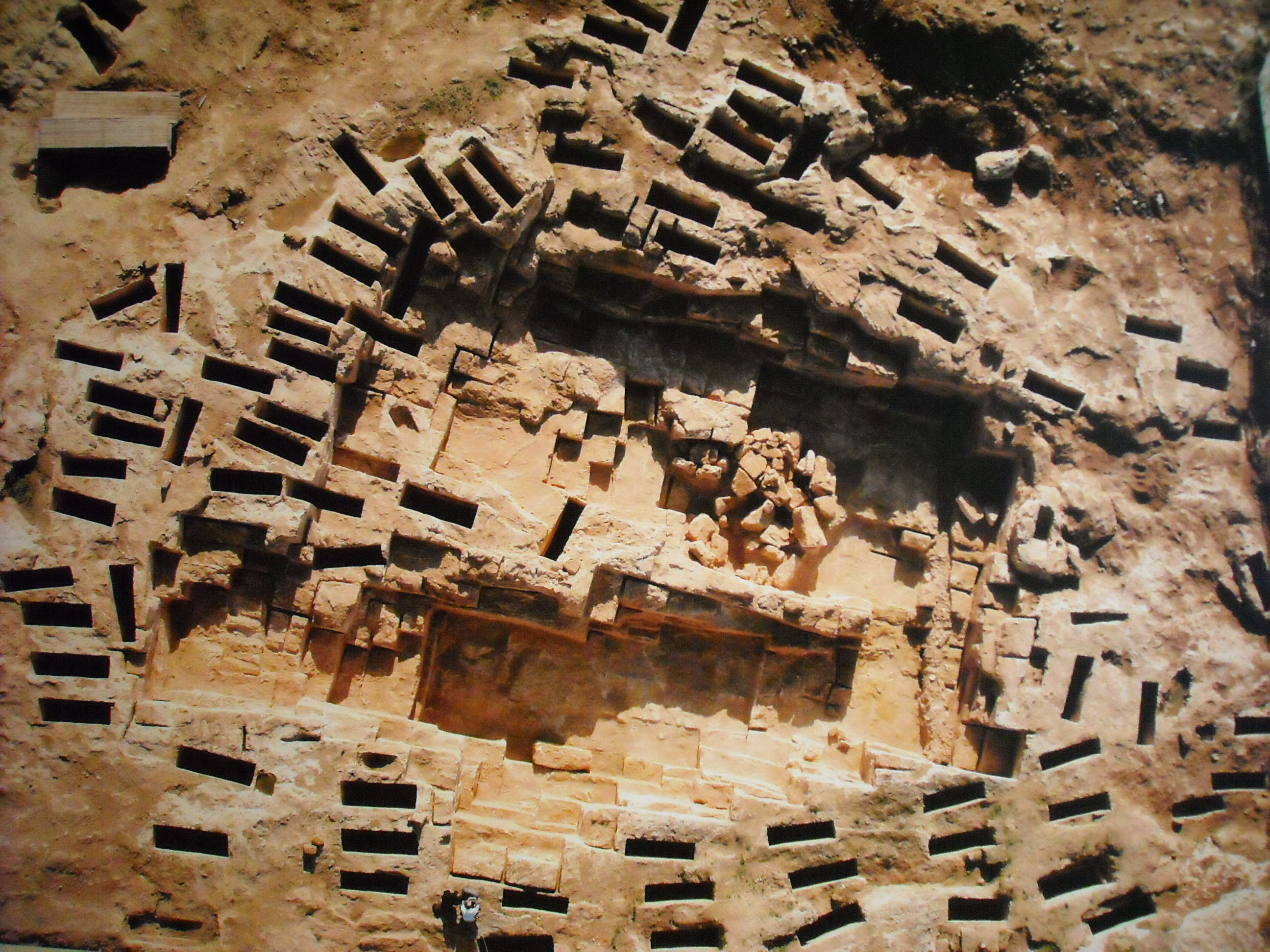
Necropoli punica di Tuvixeddu a Cagliari

I Fenici giunsero in Sardegna tra il X e l'VIII secolo a.C., periodo nel quale la Civiltà nuragica era nel massimo del suo splendore. Giunti come mercanti e non come invasori, si integrarono nei villaggi nuragici costieri, portando in Sardegna nuove tecnologie e nuovi stili di vita, dando impulso ai commerci. La loro presenza è stata riscontrata nei principali punti di approdo, generalmente nelle piccole penisole o nelle isole, lungo l'arco sud-occidentale, centro-occidentale e sud-orientale dell'Isola, negli insediamenti di Nora, Sulki, Monte Sirai, Bithia, Tharros, Othoca, Karalis, Bosa, Sarcapos, Olbia e altri minori, che furono anche i più importanti centri urbani dell'epoca cartaginese e romana.
I Cartaginesi si interessarono all'Isola a partire dal VI secolo a.C. con l'intenzione di assoggettarla e includerla nei loro domini, così come la neo-conquistata Sicilia occidentale. Un primo tentativo di conquista guidato da Malco fu sventato dalla vittoriosa resistenza nuragica (e probabilmente dalle città-stato sardo-fenicie) intorno al 540 a.C..
Tuttavia, a partire dalla fine del 510 a.C. circa, la parte centro-meridionale dell'Isola, a seguito di una seconda spedizione punica, entrò nell'orbita cartaginese. I Cartaginesi ampliarono le preesistenti città costiere, facendo forse di Tharros la capitale della provincia, e ne edificarono delle nuove (tra cui Olbia, Cornus e Neapolis), proibirono la coltivazione degli alberi da frutto a favore della sola cerealicoltura.
Fra le più significative testimonianze dell'età fenicio-punica è da citare la necropoli sul colle di Tuvixeddu di Cagliari, nell'antica Karalis, considerata la più estesa necropoli punica esistente nel Mediterraneo, mentre a Sulki (odierna Sant'Antioco) si trova il tophet più grande mai ritrovato finora.

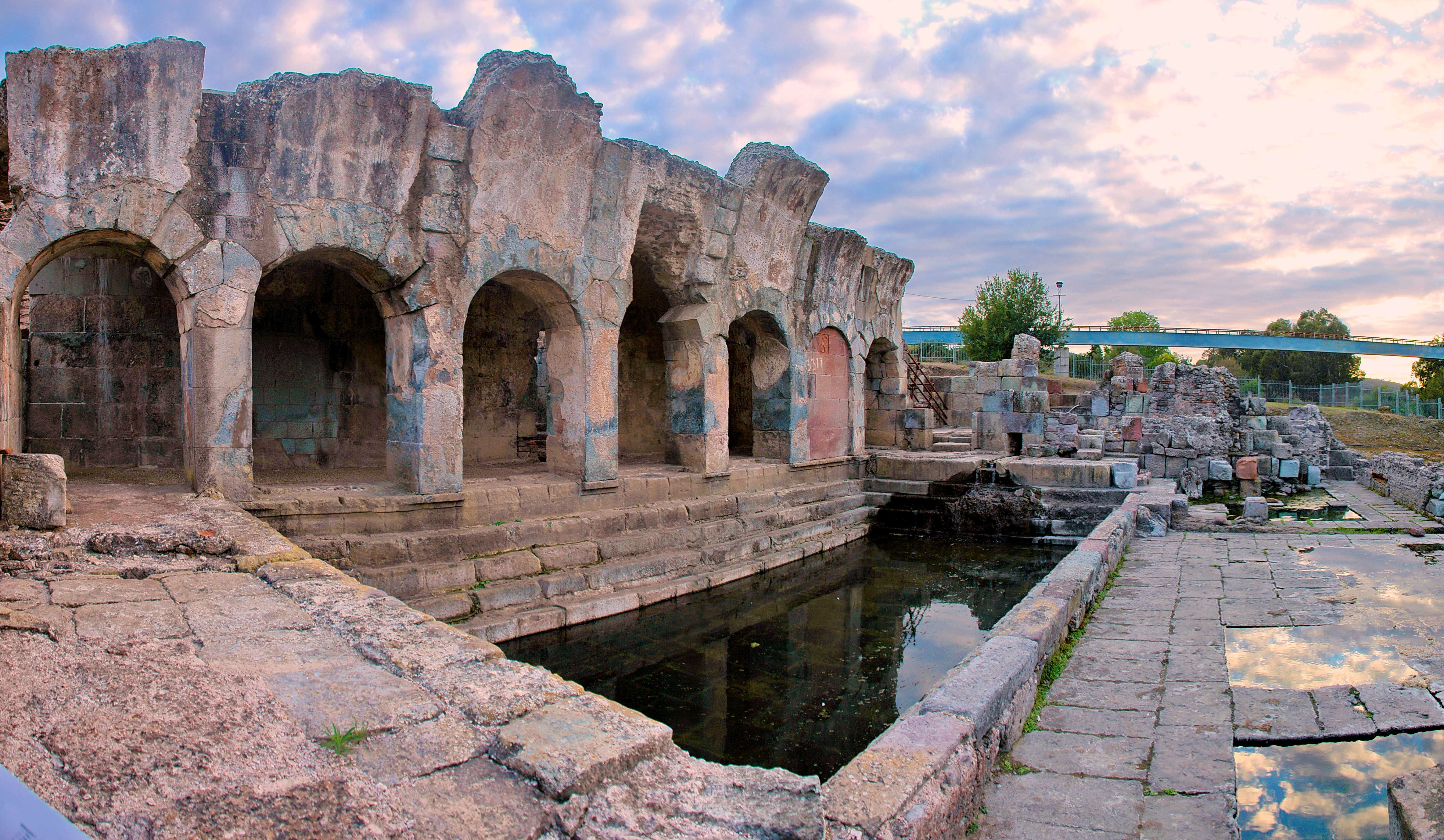
Resti delle terme romane di Fordongianus

### Sardegna romana
I Romani ottennero la Sardegna nel 238 a.C. al termine della Prima Guerra Punica. Nel 215 a.C., mentre Annibale invadeva la penisola italica, il condottiero sardo-punico Amsicora, un ex latifondista di Cornus, alleato coi popoli nuragici dell'interno, guidò la resistenza anti-romana, ma fu sconfitto in una battaglia campale svoltasi nel Campidano di Cagliari.
Per lungo tempo la dominazione romana fu segnata dalla difficile convivenza con i Nuragici. Gradualmente si raggiunse una certa integrazione, anche se costanti furono le rivolte, in particolare quelle dei Balari e degli Iliensi. I maggiori centri ben presto si romanizzarono e Karalis divenne la capitale della nuova provincia. La città crebbe e fu arricchita di monumenti, tra i quali l'esempio più notevole è probabilmente l'anfiteatro, che fino al 2011 era ancora sede di spettacoli.

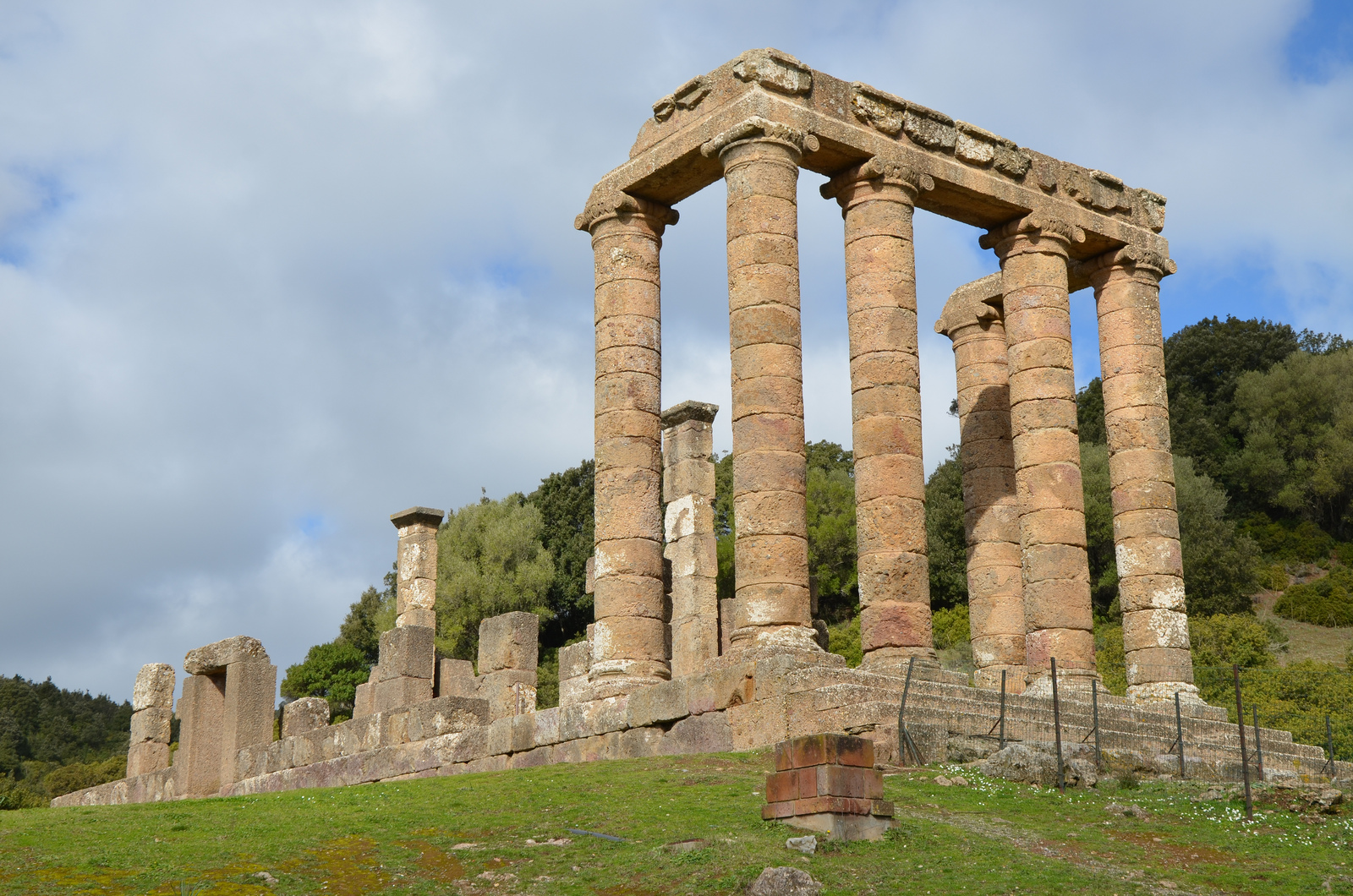
Tempio di Antas, Fluminimaggiore

Nel nord dell'isola, i Romani fondarono il porto di Turris Libisonis, l'odierna Porto Torres, e fecero della cittadina cartaginese di Olbia un centro importante dotata di piazze, acquedotti e complessi termali. Nel 1999, nelle acque dell'attuale porto vecchio furono recuperati 18 relitti di navi romane, di cui due probabilmente dell'età di Nerone, testimonianza dell'importanza dello scalo portuale della città. Ancora oggi le aree urbane situate in queste località, ovvero Cagliari, Sassari e Olbia, sono le principali città dell'isola. Dotarono inoltre l'isola di una rete stradale utilizzata soprattutto per mettere in comunicazione i centri della parte meridionale con il settentrione. A metà di una di queste strade, fondarono Forum Traiani (presso l'attuale Fordongianus), che divenne il principale centro militare isolano e che nel I secolo d.C. fu dotato di un complesso termale. Svilupparono la coltivazione dei cereali e la Sardegna entrò a far parte delle province granaio, insieme alla Sicilia e all'Egitto.
La Sardegna fu incorporata nella diocesi italiaciana durante l'impero di Diocleziano, e successivamente, sotto il governo dell'imperatore Costantino il Grande, nell'Italia Suburbicaria. 
Probabilmente, l'eredità culturale più importante del periodo romano è la lingua sarda, di ceppo neolatino e composta da numerosi dialetti interni convenzionalmente raggruppabili nelle varietà logudoresi e campidanesi.

## Epoca medievale

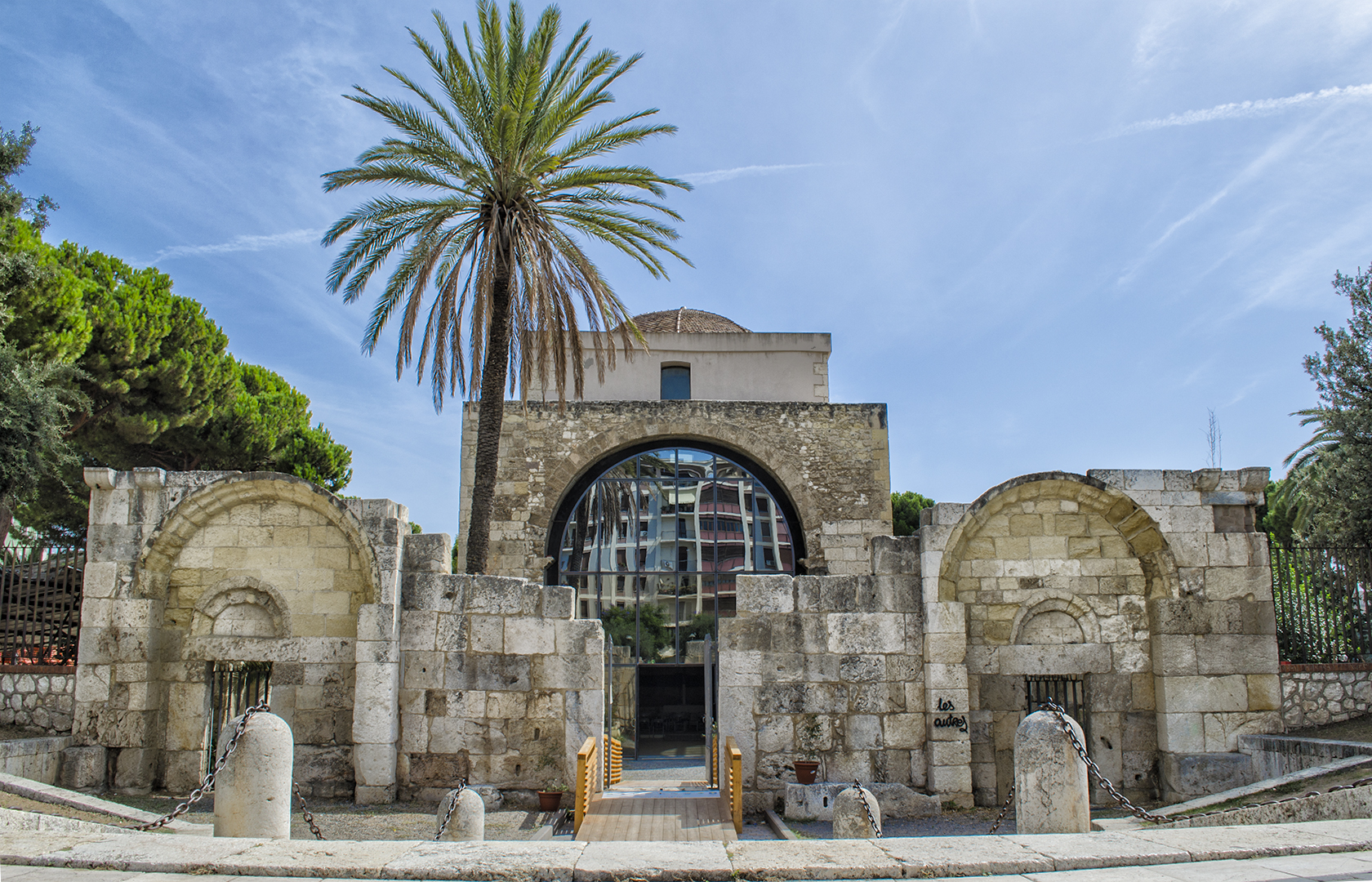
Basilica di San Saturnino, Cagliari

### Sardegna vandala e bizantina
Dopo la caduta dell'Impero romano d'Occidente, la Sardegna fu occupata dai Vandali, che mantennero nell'isola un presidio militare per settantasette anni (durante i quali due sardi ascesero al soglio pontificio, papa Ilario e papa Simmaco), fino alla presa di potere dei Bizantini nel 534. La dominazione bizantina, intervallata da una breve occupazione ostrogota, consentì importanti trasformazioni sociali e culturali.
Durante questo periodo, papa Gregorio I portò avanti l'opera di evangelizzazione della Barbagia dove erano ancora adorate le antiche divinità nuragiche. I Barbaricini rimasero comunque sempre assai riluttanti verso i nuovi arrivati tanto che un numero assai importante di soldati limitanei vennero dislocati lungo il limes, l'antica frontiera che divideva la Romània dalla Barbària. Secondo gli storici, ci fu da parte imperiale il riconoscimento di una Sardegna barbaricina indomita e libera e - secondo lo storico del medioevo sardo Francesco Cesare Casula - in qualche modo anche statualmente conformata, forse in ducato autonomo o addirittura in regno, dove continuava ad esistere una cultura d'origine nuragica. Secondo lo storico, neanche la Romània fu comunque del tutto pacificamente acquisita.
Nonostante tutto, il legame tra l'isola e Bisanzio si fece più forte col passare del tempo e la Sardegna rimase bizantina durante l'invasione della penisola italica da parte dei Longobardi. L'influenza bizantina si fece sentire in maniera particolare in ambito religioso. La Chiesa sarda dipendeva dal Patriarcato di Costantinopoli che praticava il rito greco, diverso da quello latino per alcune forme liturgiche. Tale rito venne introdotto nelle cerimonie di culto, insieme a tradizioni e feste di cui rimangono tracce ancora oggi come il culto dell'imperatore-santo Costantino I, che per i Sardi divenne Santu Antine, in cui onore a Sedilo e a Pozzomaggiore si tiene ancora oggi la cavalcata detta s'Ardia. La presenza dei monaci cenobiti greco-bizantini, seguaci della Regola di San Basilio, si estese fino all'interno, oltre il limes, introducendo le nuove consuetudini e diffondendo l'uso degli inni, l'usanza nelle campagne di seppellire i defunti accanto alle chiese, il costume di battezzare i figli con nomi bizantini, nonché il culto di molti santi del menologio orientale.

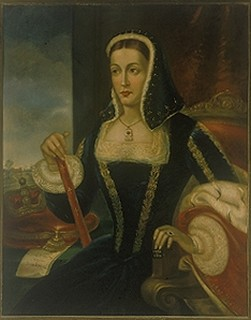
Eleonora d'Arborea
(ritratto di fantasia, di A. Caboni, 1881)

### Sardegna giudicale
Col declino dell'impero di Bisanzio, a partire dal IX secolo, i Sardi sull'impianto organizzativo bizantino si dettero un nuovo assetto politico. L'isola fu così divisa in quattro Giudicati indipendenti sia dall'esterno sia tra loro. I giudicati erano quelli di Torres-Logudoro, di Calari, di Gallura e di Arborea ed erano retti da un giudice (judike o zuighe in sardo, judex in latino), dotato di potere di sovrano. Amministravano un territorio, chiamato logu, suddiviso in curatorie formate da più villaggi, retti da capi chiamati majores. Parte dello sfruttamento del territorio, come anche l'agricoltura, veniva gestito in modo collettivo, un'organizzazione assai moderna per l'epoca.
L'aiuto portato alla Sardegna contro gli Arabi da parte delle flotte di Genova e Pisa, specie dopo il fallito tentativo di conquista dell'isola nel 1015-16 da parte di Mujāhid al-Āmirī di Denia (il Mugetto o Musetto delle cronache cristiane italiche), signore delle Baleari dopo il crollo del Califfato omayyade di al-Andalus - ebbe come conseguenza una crescente influenza delle due Repubbliche marinare nella politica isolana.
Al volgere del XIII secolo solo il regno giudicale di Arborea aveva mantenuto la propria indipendenza e sovranità mentre a seguito di guerre, matrimoni e ribaltamenti politici gran parte dei territori del giudicato di Calari e il giudicato di Gallura finirono per essere inglobati nei possedimenti della Repubblica di Pisa; il giudicato di Torres finì invece, specialmente dopo la battaglia della Meloria, sotto l'influenza della Repubblica di Genova e della famiglia genovese dei Doria, nonché dei Malaspina.
Nel 1395 la giudicessa-reggente Eleonora d'Arborea emanò la Carta de Logu, simbolo e sintesi di una concezione dello Stato essenzialmente sarda, con apporti romano-bizantini e particolarmente innovativa in quei tempi in Europa, a testimonianza di una civiltà giudicale che fu grande per la moderna concezione del diritto e della persona. La Carta comprendeva un codice civile ed uno rurale, per complessivi 198 capitoli, e segnava una tappa fondamentale verso i diritti d'uguaglianza. La Carta rimase in vigore fino al 1827, quando venne sostituita dal Codice Feliciano in epoca sabauda.

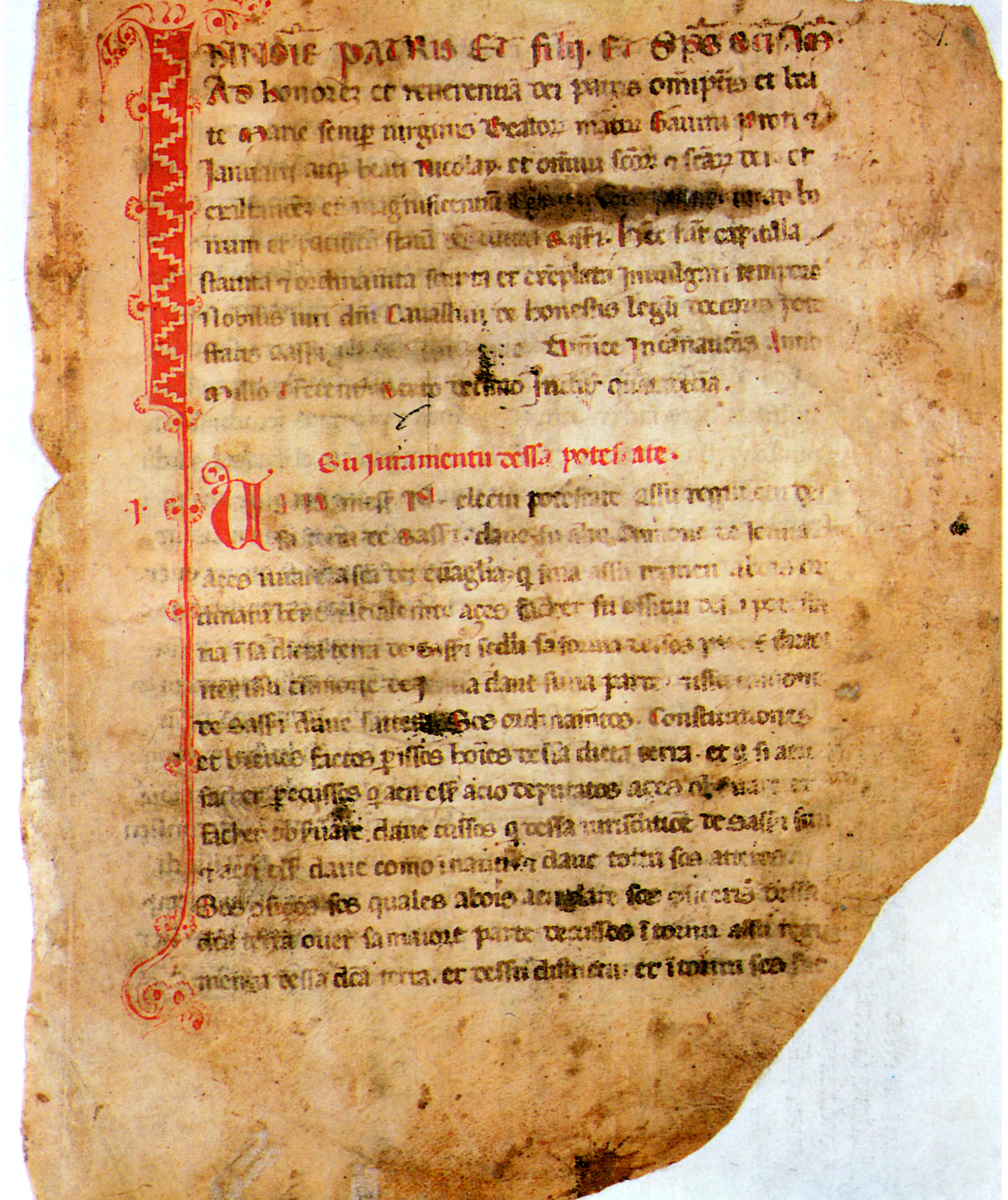
Incipit degli Statuti Sassaresi del XIII secolo

### Sardegna signorile e comunale
Nell'ambito cronologico dell'epoca giudicale è necessario menzionare a parte le vicende delle città sarde che si diedero statuti propri, sulla scia dell'esperienza dei comuni italiani. In particolare due, quella di Sassari e quella di Villa di Chiesa, appaiono rilevanti per l'importanza storica, istituzionale ed economica dei due centri.
Dell'esperienza comunale sassarese (1272 circa-1323) restano gli Statuti della città, redatti in latino e in sardo logudorese. Della vicenda di Villa di Chiesa (1258 circa-1323), fondata da Ugolino della Gherardesca e votata all'industria mineraria argentiera, rimane testimonianza nelle leggi cittadine raccolte nel Breve di Villa di Chiesa (di cui nell'archivio storico della città ne è custodito uno in pergamena, databile presumibilmente al 1327).
In generale, delle autonomie e dei privilegi dei cittadini sardi (benché si trattasse di comuni pazionati, ossia il cui podestà proveniva da una città egemone, in questo prima Pisa e poi Genova, anche per evitare lotte interne) rimarrà traccia successivamente nella storia del Regno di Sardegna, allorché alle città emerse dal periodo precedente (alle due sopra citate, bisogna aggiungere Castel di Calari, Oristano, Bosa, Alghero e Castelaragonese), verranno riconosciuti particolari status giuridici che ne faranno delle città regie, ossia sottratte al dominio feudale e dipendenti direttamente dalla Corona, con propri rappresentanti specifici nel parlamento degli Stamenti.

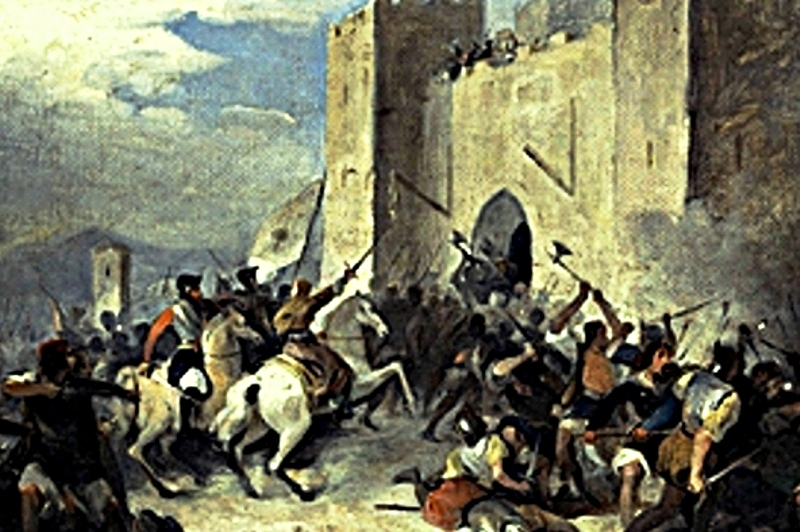
La Battaglia di Sanluri di Giovanni Marghinotti.

### Il Regno di Sardegna aragonese
Il Regnum Sardiniae et Corsicae ebbe inizio nominalmente nel 1297, quando papa Bonifacio VIII lo istituì per dirimere le contesa tra Angioini e Aragonesi circa il Regno di Sicilia (che aveva scatenato i moti popolari passati poi alla storia come Vespri siciliani). Attraverso varie fasi, la storia del Regno sardo percorre l'ultimo periodo del Medioevo sotto la Corona d'Aragona, e di Spagna poi, passando dopo la Guerra di successione spagnola, il Trattato di Utrecht, quello di Londra, e dell'Aia, alla dinastia dei Savoia nel 1720, per poi giungere alla sua conclusione tra il 1847 (Unione Perfetta con gli stati di terraferma) e il 1861, con la proclamazione del Regno d'Italia, suo erede.
Gli Aragonesi esitarono a lungo prima di invadere e conquistare l'isola; il regno fu realizzato territorialmente solo a partire dal 1324, quando l'infante Alfonso sconfisse i Pisani nella battaglia di Lucocisterna, incamerandone i territori appartenuti alla Repubblica di Pisa. Ne seguì una guerra lunga e sanguinosa della durata di settant'anni combattuta contro il Regno di Arborea, inizialmente alleato in funzione anti-pisana, i cui giudici non rinunciarono mai al sogno di unificare l'Isola sotto la loro bandiera riuscendo – sotto la guida di Mariano IV d'Arborea prima e di Brancaleone Doria, marito di Eleonora d'Arborea, poi – a confinare gli Aragonesi alle sole città di Cagliari e Alghero. Dopo la sconfitta subita contro le armate di Martino il Giovane nella Battaglia di Sanluri il 30 giugno 1409, gli Arborensi difesero i loro territori storici, ma dopo altre sanguinose battaglie, la loro capitale Oristano si arrese nel marzo 1410. Dieci anni dopo, nel 1420, quanto restava dell'ultimo giudicato sardo venne venduto per 100 000 fiorini d'oro ad Alfonso V d'Aragona il Magnanimo da Guglielmo III di Narbona, ultimo giudice arborense della storia.
Gli alti costi umani e materiali della guerra recarono un grave danno all'economia e alla situazione sociale dell'isola, mentre la Corona d'Aragona divenne parte poco tempo dopo dell'Impero spagnolo, entrambi processi travagliati, tanto da farli percepire secondo alcuni studiosi come estranei o distanti dalle popolazioni.

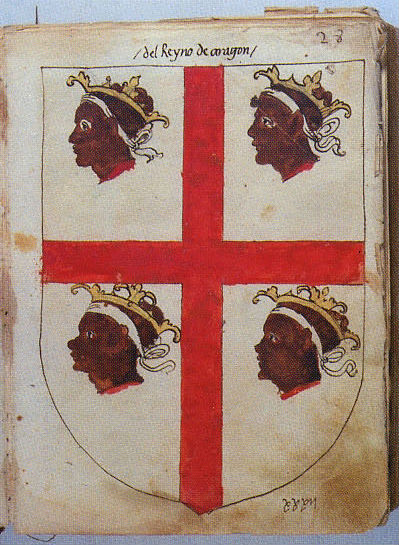
I quattro mori

Il periodo che va dagli inizi del XIV secolo a circa la metà del secolo successivo rappresentò per la civiltà occidentale un periodo di transizione dal Medioevo all'età moderna. La società si svincolò dai miti e dalle tradizioni medievali avviandosi verso il Rinascimento. Questi cambiamenti non si riscontrarono in Sardegna; questo periodo – che ebbe inizio nel 1323/1324 – corrisponde infatti all'occupazione aragonese ed è considerato da molti studiosi come il peggiore di tutta la storia dell'isola. Il cammino verso l'età moderna venne bruscamente interrotto e tutta la società isolana regredì verso un nuovo e più buio Medioevo. Le maggiori cause furono viste nelle continue guerre contro il Regno di Arborea e nel regime di privilegio, di angherie e di monopolio esclusivo di ogni potere, instaurato a proprio favore dai Catalano-aragonesi e poi dagli spagnoli.
Una testimonianza evidente della situazione creatasi è fornita dagli stessi catalani, che ancora nel 1481 e nel 1511 chiedevano al Re - nel loro Parlamento - la conferma in blocco degli antichi privilegi, ricordando che erano stati concessi «per tenir appretada e sotmesa la naciò sarda» (mantenere bisognosa e sottomessa la nazione sarda). Con il dispotismo e la confisca di tutte le ricchezze si arrestò bruscamente il processo di rinnovamento economico, culturale e sociale che i giudicati e repubbliche marinare avevano suscitato tra il IX secolo e il XIV secolo.
Nel tardo periodo aragonese Leonardo Alagon, erede dei giudici d'Arborea, per difendere la sua successione al Marchesato di Oristano scatenò una guerra di successione nobiliare, ribellandosi infine al governo aragonese. La sua vicenda ebbe inizio intorno al 1477, quando entrò in conflitto con il viceré Nicolò Carros. Quest'ultimo si adoperò affinché Giovanni II d'Aragona il senza fede condannasse Leonardo de Alagon per lesa maestà e fellonia. Questi diede così il via ad una vera e propria rivolta contro il Regno di Sardegna che dapprima vide i regnicoli subire una sconfitta nella battaglia di Uras, ma poi la rivolta si concluse con la sconfitta dei ribelli nella battaglia di Macomer, la morte del figlio Artale, la fuga dello stesso Alagon e la successiva sua cattura. Leonardo Alagon morì il 3 novembre 1494 nella prigione valenziana di Xàtiva.

## Epoca moderna e Regno di Sardegna

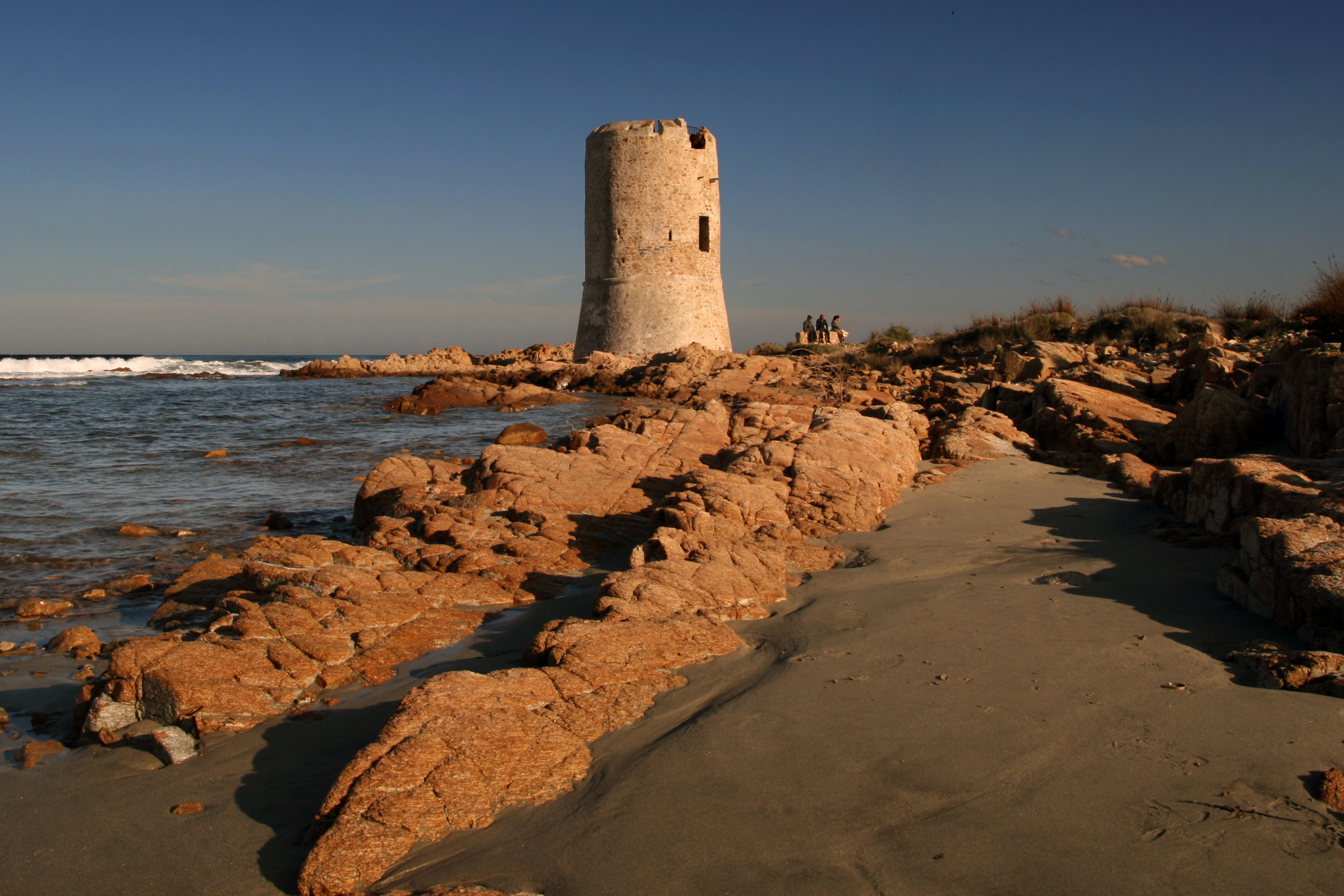
Durante il periodo spagnolo, il Regno di Sardegna dotò le coste sarde di innumerevoli torri costiere a difesa delle popolazioni dalle incursioni barbaresche.

### La Sardegna spagnola
Con la riconquista di Granada, avvenuta il 2 gennaio 1492, si realizzò pienamente la riunificazione dei regni iberici, assiduamente perseguita da Ferdinando II di Aragona e da Isabella di Castiglia.
Dopo il loro matrimonio celebrato a Valladolid il 17 ottobre 1469 con un accordo conosciuto anche come la concordia di Segovia, nel 1475, i due sovrani fecero giuramento di non fondere le due corone in un unico Stato e ciascuna entità conservò le sue istituzioni e le sue leggi. Entrambi infatti si chiamarono: re di Castiglia, di Aragona, di León, di Sicilia, di Sardegna, di Cordova, di Murcia, di Jahen, di Algarve, di Algeciras di Gibilterra, di Napoli, conti di Barcellona, signori di Vizcaya e di Molina, duchi di Atene e di Neopatria, conti di Rossiglione e di Serdagna, marchesi di Oristano e conti del Goceano.
Nel 1527, nel corso della guerra franco-spagnola, un corpo di spedizione francese di 4 000 uomini guidato dall'italiano Renzo Ursino da Ceri attaccò il nord dell'Isola, assediando Castellaragonese e saccheggiando Sorso e poi Sassari per quasi un mese.

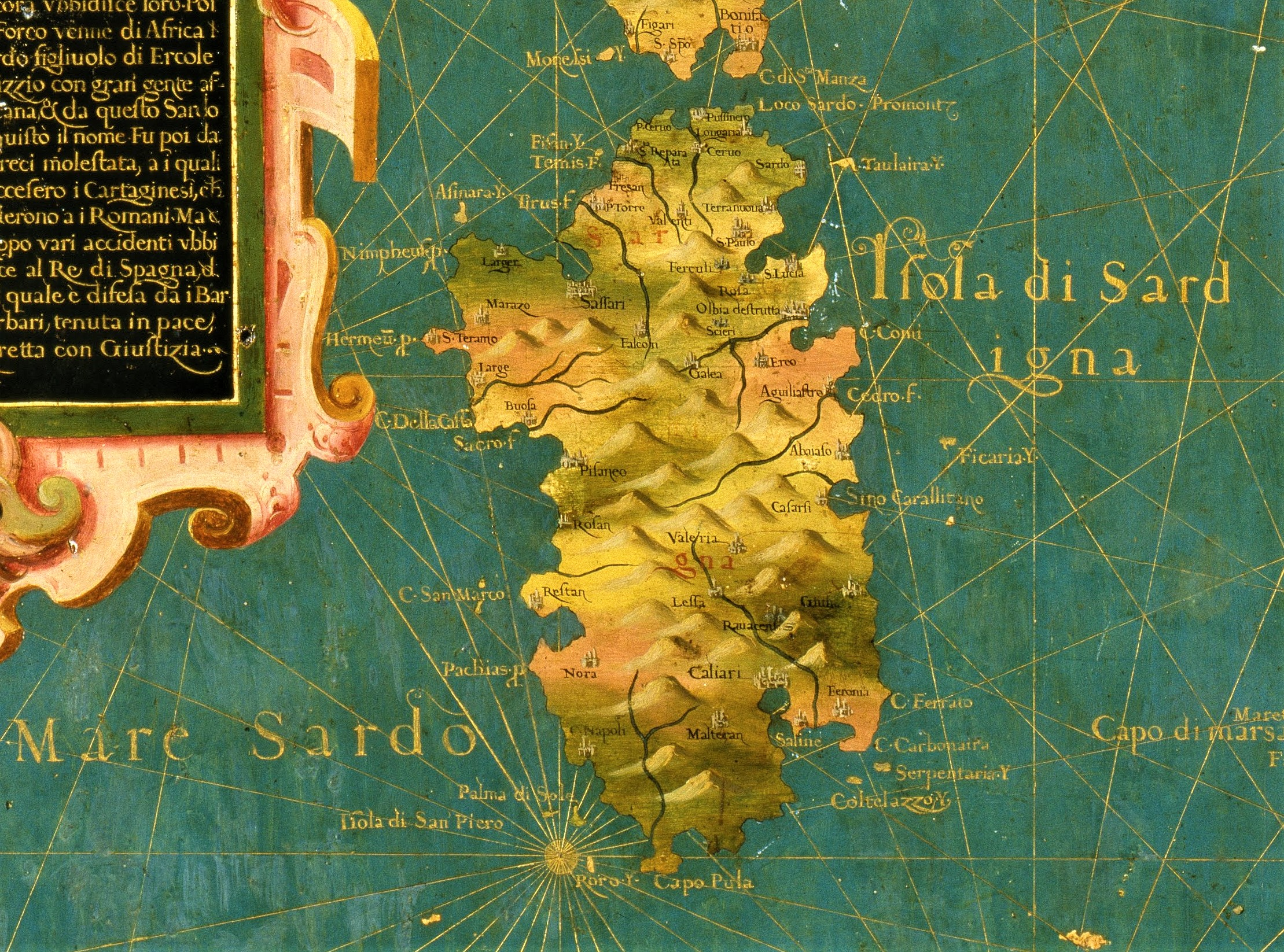
"Isola di Sardigna" (1578), Stefano Bonsignori, Palazzo Vecchio

Dopo la vittoriosa battaglia di Lepanto nel 1571 e dopo la temporanea presa di Tunisi nel 1573, dal 1577, l'importante base barbaresca venne riconquistata dai musulmani; la Corona di Spagna perse così l'avamposto africano più orientale e fu obbligata ad arretrare la frontiera difensiva. Il Regno di Sardegna, che fino ad allora aveva avuto un ruolo secondario nello scacchiere difensivo mediterraneo, divenne un avamposto contro l'espansione ottomana; nell'Isola passava quel confine invisibile che costituiva la frontiera tra paesi cristiani e musulmani. Si pose allora, urgentemente il problema del potenziamento delle difese costiere e delle tre più importanti piazzeforti marittime: Cagliari (la capitale del Regno), la città di Alghero e la rocca di Castellaragonese, che costituivano l'ossatura nevralgica del sistema difensivo.
Oltre alle numerose incursioni dei pirati barbareschi, nel 1637, durante la guerra dei trent'anni, la Sardegna dovette fronteggiare anche un'ulteriore tentativo di invasione francese. Nel febbraio di quell'anno una flotta di 47 navi, condotta da Enrico di Lorena, conte d'Harcourt, invade e saccheggia Oristano per circa una settimana, ma temendo il ritorno delle milizie sarde il generale francese decise di ritirarsi lasciando sul campo quattro stendardi che ancora oggi campeggiano sulla controfacciata della Cattedrale. 

### La Sardegna austriaca

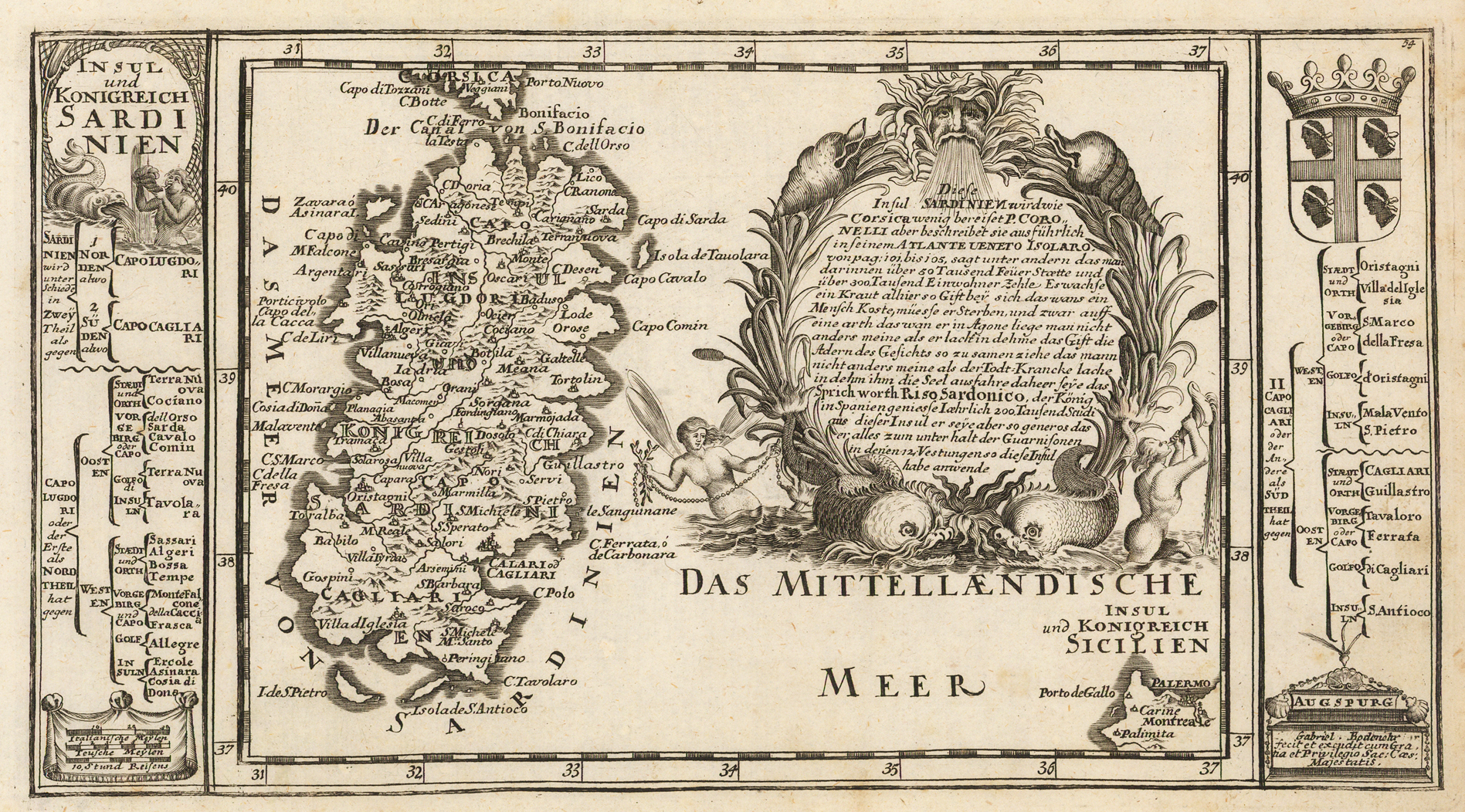
"Isola e Regno di Sardegna", 1704

Nell'agosto del 1708, in piena Guerra di successione spagnola, una spedizione anglo-olandese inviata da Carlo d'Austria pose sotto assedio Cagliari e mise così fine, dopo quasi quattro secoli, alla dominazione iberica sull'Isola.
Agli aggiustamenti territoriali che seguirono il conflitto, conclusosi nel 1713, per un brevissimo periodo, tra il 1713 ed il 1718, il Regno di Sardegna passò, come stabilito dal Trattato di Utrecht (che sancì la separazione della Spagna dai suoi possedimenti europei), agli Asburgo austriaci.

### La Sardegna sabauda
Nel 1717, Filippo V di Spagna rioccupò per qualche tempo la Sardegna e la Sicilia dando di fatto inizio alla Guerra della Quadruplice Alleanza. Il trattato dell'Aia del 1720 assegnò definitivamente il Regno di Sardegna al duca di Savoia, Vittorio Amedeo II, che assunse il titolo di re.
Nonostante i tentativi di ammodernare l'Isola, sulle prime la situazione economica della popolazione non migliorò, complice anche la presenza feudale (i Savoia si impegnarono a mantenere gli antichi privilegi feudali). Ma uno sforzo ci fu, specialmente all'epoca in cui il conte Giambattista Bogino reggeva il Ministero per gli affari di Sardegna. Conservatore dallo spirito illuminato, a lui la Sardegna dovette l'istituzione dei monti granatici, la riforma delle Università di Cagliari e di Sassari e, sulla scia del riformismo regalista tipico della tradizione piemontese (da Vittorio Amedeo II al figlio Carlo Emanuele III), alcune importanti riforme in tema di giurisdizionalismo, tra cui il tentativo di contenere la proliferazione dei frati regolari e degli ecclesiastici in genere. Costoro, infatti, godevano di ampi privilegi, tra cui l'esenzione dai tribunali laici (e persino da quelli ecclesiastici-romani nel caso dei frati regolari, per cui il conflitto giurisdizionale era esteso anche all'interno dello stesso universo ecclesiastico) e l'esenzione dal pagamento delle decime, fatto che provocava danni non secondari alle casse dello Stato.

#### La rivolta antipiemontese del 1794
A causa della grave situazione economica, un diffuso malcontento generale portò allo scoppio di ribellioni e sommosse che sconvolsero tutta la Sardegna. Nel 1789 numerosi villaggi si rifiutarono di pagare i tributi feudali, provocando un nuovo intervento repressivo. Il movimento di protesta ottenne l'appoggio di intellettuali e uomini di cultura, soprattutto dopo il 1789, anche per l'effetto delle idee diffuse dalla Rivoluzione francese.
Nel 1793 una flotta francese agli ordini dell'ammiraglio Truguet occupò Carloforte e Sant'Antioco, sbarcò in località Margine Rosso nel territorio di Quartu e attaccò il porto di Cagliari. La città fu difesa dai volontari sardi che respinsero le truppe degli invasori. I francesi attaccarono anche nel nord dell'Isola dove una squadra comandata dall'allora tenente Napoleone Bonaparte, cercò di impadronirsi della Maddalena e di Palau per occupare la Sardegna settentrionale. L'eroica resistenza dei maddalenini capeggiati da Domenico Millelire sventò l'attacco. Questi episodi di resistenza all'attacco francese, proprio mentre le truppe piemontesi incontravano serie difficoltà sulla terraferma, crearono l'illusione che il governo sabaudo potesse concedere alle classi dirigenti sarde una gestione più indipendente della Sardegna. Vennero mandati dei delegati a Torino per avanzare a Vittorio Amedeo III delle richieste precise, sintetizzate nelle cosiddette cinque domande. Queste consistevano nella convocazione degli Stamenti, mai più convocati dall'arrivo dei piemontesi; la riconferma degli antichi privilegi dei quali aveva sempre goduto il popolo sardo; la nomina negli impieghi civili e militari e nelle cariche ecclesiastiche esclusivamente di sardi; l'istituzione a Torino di un Ministero per la Sardegna e a Cagliari di un Consiglio di Stato per i controlli di legittimità. I delegati vennero tenuti a Torino per mesi, senza ottenere risposte, mentre in Sardegna cresceva la tensione.
Il rifiuto regio delle richieste dei sei rappresentanti degli Stamenti Sardi, provocò il 28 aprile 1794 una ribellione contro la dominazione Sabauda. Fu catturato il viceré e tutti i funzionari piemontesi furono fatti imbarcare e rispediti in Piemonte. La ribellione ebbe seguito in altre città e paesi dell'isola, come Oristano, Bosa, Milis e Bauladu.
La data viene oggi commemorata come Sa die de sa Sardigna ("il giorno della Sardegna").

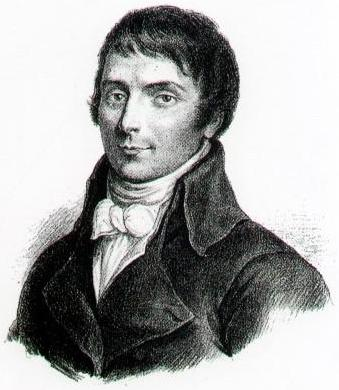
Giovanni Maria Angioy

#### I moti antifeudali angioiani
Emerse in queste circostanze di rivolta la personalità di Giovanni Maria Angioy, giudice della Reale Udienza, già distintosi nell'azione di difesa dall'attacco francese del 1793. Il viceré Filippo Vivalda, preoccupato della degenerazione della protesta, inviò Giovanni Maria Angioy a Sassari con poteri di alternòs (con gli stessi poteri del viceré). Angioy cercò per tre mesi di riconciliare feudatari e vassalli, ma quando si rese conto del diminuito interesse e del diminuito sostegno governativo e cagliaritano, lavorò con emissari francesi ad un piano per instaurare una Repubblica Sarda, mentre Napoleone Bonaparte invadeva la penisola italiana.
Tuttavia con l'armistizio di Cherasco e la successiva Pace di Parigi del 1796 venne meno ogni possibile sostegno esterno. Decise allora di effettuare una marcia antifeudale su Cagliari. A questo punto dal viceré gli vennero revocati i poteri di alternòs e dovette arrestare la sua marcia a Oristano l'8 giugno, dopo esser stato abbandonato dai suoi sostenitori e dopo che il Re ebbe accettato lo stesso giorno le citate cinque richieste degli Stamenti Sardi.; in seguito dovette lasciare la Sardegna e si rifugiò a Parigi, dove cercò consensi per invadere militarmente l'isola e metterla sotto la protezione della Francia come repubblica indipendente. 
Diversi funzionari, borghesi e popolani continuarono anche in seguito al 1796 e alla sconfitta dell'Angioy a perseguire piani di rivolta. Nell'isola si verificarono diversi tentativi di insurrezione, fra cui quelli di Vincenzo Sulis, Gerolamo Podda, Francesco Cilocco, il parroco di Terralba Francesco Corda, ed altri di ispirazione rivoluzionaria e giacobina che tentarono di proclamare una Repubblica Sarda, ma vennero uccisi come rivoltosi in conflitto a fuoco o condannati a morte.
Sull'isola l'ordine venne ripristinato con le armi. Furono assediati e presi d'assalto i villaggi che resistevano e furono condannati a morte tutti i capi e i maggiori esponenti del moto rivoluzionario che si riuscì a catturare.

#### I Savoia si trasferiscono a Cagliari
Nel 1799 le truppe francesi occuparono il Piemonte costringendo i Savoia a ripararsi in Sardegna. 
I sovrani sabaudi erano sbarcati nell’isola, dalla quale i piemontesi erano stati cacciati nel 1794, dopo aver portato a termine il processo di normalizzazione e riassunto le redini del governo. Per gli abitanti della Sardegna si apre uno scenario di oppressione talmente grave da portare a ribellioni, come quella di Thiesi.
Nel Meilogu era in corso un notevole fermento. In particolare il 24 novembre 1795 le comunità di Thiesi, Bessude, Borutta e Cheremule stipularono davanti ad un notaio uno  «strumento d’unione»  nel quale si invocava il riscatto dei feudi  e si dichiarava di «non riconoscere più alcun feudatario». 
Giuseppe Benedetto di Savoia, iniziò una serie di visite ai villaggi e si rese conto dello stato di miseria e delle vessazioni dei feudatari. Per placare gli abusi dei baroni emanò nuove norme per la riscossione dei tributi. Ma i feudatari si rifiutarono di dare applicazione al pregone viceregio. Il feudatario Antonio Manca ordinò le riscossioni: per tutta risposta la popolazione nella notte fra il 22 e il 23 settembre 1800 organizzò una manifestazione di protesta.
Il giorno seguente il sindaco con una delegazione si recò a Sassari ed informò il viceré circa i fatti accaduti, quest'ultimo promise alla delegazione che sarebbe intervenuto contro il duca dell’Asinara. Ma il governatore al contrario organizzò un esercito di oltre 1500 armati fra soldati della Regia Armata Sarda e banditi aggregati alle truppe regolari. All’alba del giorno 6 ottobre del 1800 (sa die de s'atacu), l'esercito si mosse verso Thiesi. Il paese, difeso da 800 uomini, si preparò ad impedire il saccheggio con ogni mezzo. Lo scontro fu cruento, i rivoltosi furono sopraffatti in breve, nell’eccidio persero la vita 14 persone, 34 rimasero ferite e furono incendiate quasi totalmente 18 abitazioni.
Nel 1812, durante un anno di terribile carestia, il malcontento generale sfociò in un tentativo di insurrezione noto come Congiura di Palabanda, guidato dall'avvocato Salvatore Cadeddu, che venne stroncato con durezza e si concluse con le esecuzioni di Giovanni Putzolu, Raimondo Sorgia e dello stesso Cadeddu. Altri due episodi di rivolta scoppiarono infine nel 1816 e nel 1821.

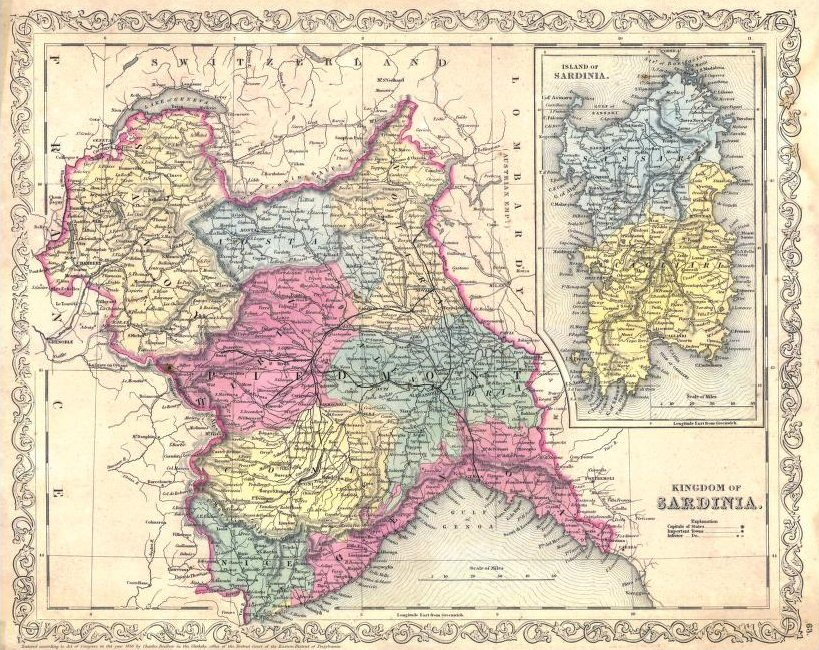
Il Regno di Sardegna in epoca sabauda (1856)

I Savoia intrapresero una politica di gestione del territorio e di sfruttamento delle risorse, ad esempio col disboscamento per la produzione di carbone, creazione di pascoli e legname per traversine. Per stimolare la produzione agricola come in altre parti d'Europa, nel 1820 Vittorio Emanuele I promulgò l'Editto delle chiudende, con il quale autorizzò la chiusura, con siepi o muri, delle terre comuni. Si consentì quindi, spesso a vantaggio dei latifondisti, la creazione della proprietà privata cancellando la proprietà collettiva dei terreni e le consuetudini comunitarie locali.

## Età contemporanea

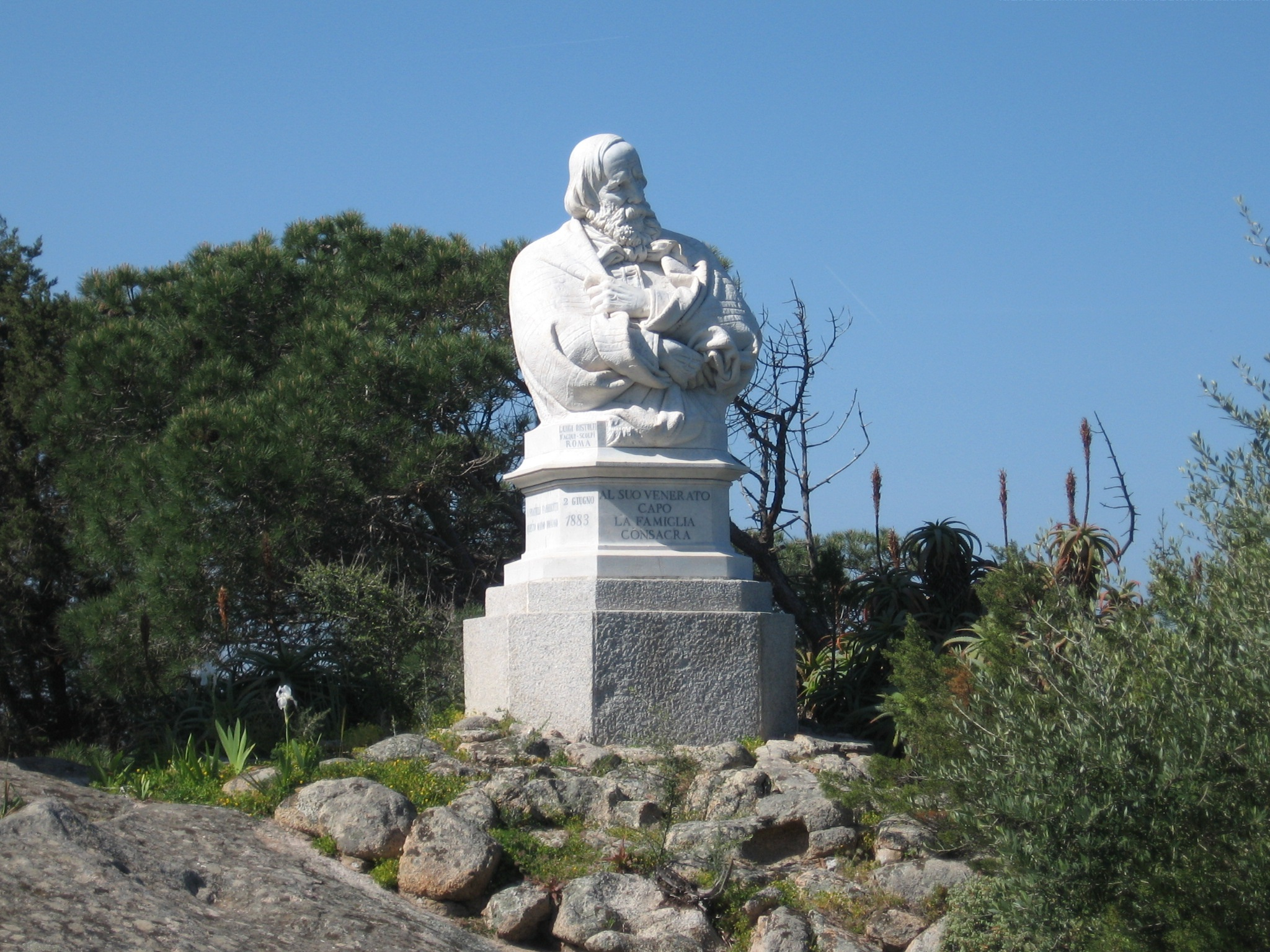
Busto di Giuseppe Garibaldi nel museo garibaldino di Caprera.

Nel 1847 venne sancita la Fusione perfetta della Sardegna con tutti i possedimenti della Casa Savoia, producendo come effetto l'estensione anche all'isola dello Statuto Albertino. L'atto, richiesto dai ceti dirigenti di Cagliari e Sassari per ottenere parità di diritti, comportò la rinuncia delle ultime vestigia statuali acquisite in periodo iberico (carica vicereale, parlamento degli Stamenti, suprema corte della Reale Udienza), e l'unione amministrativa e politica con gli Stati di Terraferma. Lo Stato unitario evolverà poi, quattordici anni dopo nel 1861, nel Regno d'Italia, considerato una prosecuzione ideale e giuridica del Regno di Sardegna, il cui inno ufficiale resterà (unitamente alla Marcia reale) S'hymnu sardu nationale.
A seguito della cessione della città natale di Nizza alla Francia, Giuseppe Garibaldi si trasferì nell'isola di Caprera (avendone acquistato la metà settentrionale prima, quella meridionale poi), dove morirà nel 1882 dopo avervi trascorso gli ultimi vent'anni della propria vita, e la cui Casa bianca è oggi un museo fra i più conosciuti e visitati in tutta Italia.

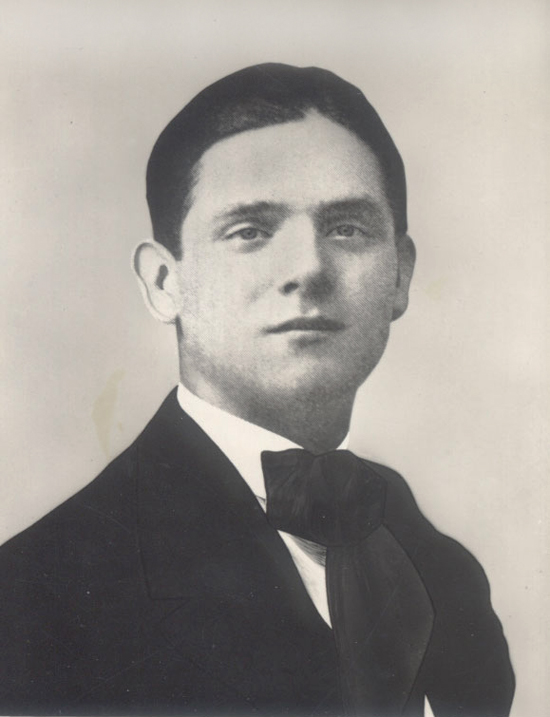
Attilio Deffenu nell'aprile del 1913 fu alla testa del movimento anti-protezionista.

### La Questione sarda
La Sardegna a cavallo fra Ottocento e Novecento non risulta una regione economicamente strategica dell'Italia unita, risentendo delle generali problematiche di un Mezzogiorno recentemente annesso e della priorità di sviluppo del triangolo industriale.
L'unità di popolazioni diverse per lingua e cultura, in un'Italia da poco unificata e insofferente ad ogni tipo di decentramento politico e amministrativo, rese arduo il realizzarsi di una effettiva unità nazionale, determinando invece marcate differenze nello sviluppo economico e culturale tra il Nord e il Mezzogiorno.
Nell'Isola i grandi proprietari terrieri formavano la classe dirigente che, in cambio della possibilità di esercitare il potere a livello locale - appropriandosi in questo modo delle terre comunali -, rinunciò a svolgere una funzione attiva e autonoma all'interno del nuovo Stato unitario.
Mentre tra le masse popolari delle città e dei grandi centri cresceva il malcontento verso lo Stato, la cui presenza oppressiva si manifestava principalmente attraverso gli esattori delle tasse, le forze dell'ordine e l'obbligo della leva militare, nei territori interni scoppiarono rivolte alle quali si accompagnò il fenomeno del banditismo, represso nel 1899 con una vera e propria spedizione militare.
Le inchieste condotte nel 1885 dai deputati Francesco Salaris e nel 1895 da Francesco Pais Serra testimoniarono i gravi problemi sociali ed economici nei quali vivevano i sardi. La debole modernizzazione e i conflitti commerciali con altri paesi europei, specie con la Francia, misero in ginocchio l'assetto produttivo e sociale isolano. Sotto la spinta delle nuove idee socialiste, le masse lavoratrici si organizzarono in leghe sindacali dando vita ai primi scioperi. Il 4 settembre del 1904 a Buggerru, un centro minerario dell'Iglesiente, l'esercito sparò contro i minatori che scioperavano chiedendo migliori condizioni di lavoro: rimasero uccisi tre operai mentre i feriti furono undici.
Le avanguardie della cultura isolana e le masse lavoratrici si opposero ai governi di Giolitti e al giolittismo, rappresentato nell'isola dal ministro Francesco Cocco Ortu, accusandolo di una gestione clientelistica del potere. In continuazione con idee già vive nel secolo precedente, furono valorizzate la storia e la cultura isolana, mitizzando ed esaltando l'antica Civiltà nuragica e quella giudicale, periodi nei quali la Sardegna veniva vista libera e indipendente. Insieme alla denuncia dei mali che affliggevano la Sardegna, la nuova vivacità culturale che si stava affermando in età giolittiana riscopriva e raccontava la sardità attraverso artisti e scrittori come Sebastiano Satta, Francesco Ciusa e Grazia Deledda, non dimenticando però di ben evidenziare i profondi legami tra il sottosviluppo dell'Isola e il nascente capitalismo continentale. Lo stesso Antonio Gramsci, che da studente visse intensamente a Cagliari quel periodo, davanti alle sofferenze dei lavoratori e alla feroce repressione che seguiva le rivolte, ricordava in una lettera della sua convinzione di lottare in quel periodo per l'indipendenza nazionale dell'isola.
In questo fermento di idee che scuoteva tutta la Sardegna, il giovane socialista nuorese Attilio Deffenu diede vita ad un ampio movimento anti-protezionista con l'intento di riunire in un unico schieramento le forze più avanzate, sia socialiste che radicali e cattoliche. Gli anti-protezionisti rivendicavano non solo azioni per portare fuori l'Isola dal sottosviluppo, ma anche una soluzione alla questione sarda indicando la direzione per un nuovo rapporto tra la Sardegna e il governo centrale. Nell'aprile del 1913, insieme a Nicolò Fancello fondò un Gruppo d'azione per gli interessi della Sardegna al quale presero parte i migliori intellettuali isolani. Nel manifesto che fu pubblicato in quell'occasione si sosteneva che "l'abolizione del protezionismo è condizione indispensabile per l'elevazione economica della Sardegna". Mentre il movimento cercava di portare avanti questa carica rinnovatrice, l'Italia fu coinvolta e travolta dalla guerra.

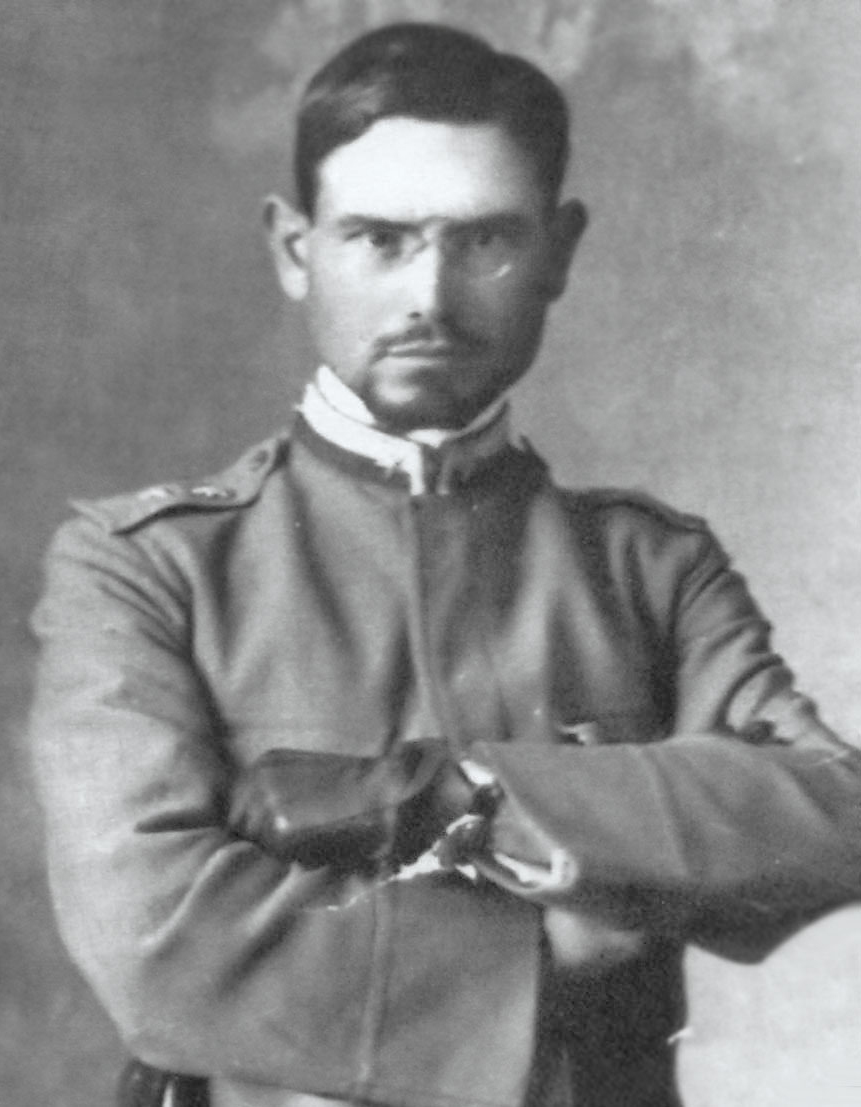
Emilio Lussu il 17 aprile del 1921 fondò il Partito Sardo d'Azione.

### La Grande guerra e il Partito Sardo d'Azione
Durante la grande guerra che vide contrapporsi gli Imperi centrali e le Potenze dell'Intesa, 100 000 sardi su una popolazione di 853 000, furono arruolati nel 151º e 152º Reggimento fanteria Sassari, costituiti su base regionale; di essi, 13 602 morirono o rimasero feriti, combattendo come unità d'élite nei punti più caldi del fronte di guerra.
I sardi che combatterono nelle trincee si ritrovarono uniti come da tanto tempo non avveniva più nella loro storia. Combattendo fianco a fianco sanguinose battaglie, essi maturarono, a detta di alcuni autori, nella solidarietà della trincea un'esperienza collettiva di inestimabile valore. In termini di sangue, il loro contributo per la vittoria italiana fu ben oltre la media nazionale: su ogni mille incorporati ne morirono centotrentotto contro una media nazionale di centoquattro.
Alla fine del conflitto, gli ex-combattenti diedero origine ad ampi dibattiti ed iniziative, avanzando proposte di autonomia per risolvere diversamente i gravi mali che affliggevano l'Isola.
Nacquero così nuovi fermenti politici che con Emilio Lussu portarono alla nascita il 17 aprile del 1921 del Partito Sardo d'Azione, col simbolo dei Quattro Mori e con l'idea comune dei reduci di ottenere l'autonomia dell'isola.

### Durante il Fascismo
Sin dal suo nascere il fascismo aveva capito che la democrazia si sviluppava con l'autogoverno e con l'amministrazione di se stessi, per questo motivo le autonomie locali furono immediatamente represse. Soppresse anche le libertà politiche, nel 1926 venne sciolto il Partito Sardo d'Azione e lo stesso Lussu fu arrestato e mandato al confino nelle Isole Eolie, al largo della Sicilia.
Con la cosiddetta "Legge del Miliardo" del 1924, che stanziava un miliardo di lire per lo sviluppo della Sardegna, furono realizzate una serie di infrastrutture e di opere pubbliche (strade, ospedali, ferrovie, porti ecc.); successivamente furono avviate importanti opere di bonifica di numerose paludi (in particolare nella Nurra e nella piana di Terralba) e fu incentivata la politica dell'autarchia attraverso l'incremento delle attività estrattive. Vennero poi fondate alcune città come quella mineraria di Carbonia e quelle agricole di Arborea (al tempo chiamata Mussolinia) e di Fertilia, popolate anche da oltre Tirreno, in particolar modo da veneti, friulani, dalmati e istriani.
Durante la seconda guerra mondiale l'Isola svolse il ruolo di "portaerei nel Mediterraneo", essendo l'Italia priva di tali navi, e subì pesanti bombardamenti da parte degli Alleati. Dopo l'8 settembre 1943 i soldati tedeschi vennero evacuati attraverso la Corsica senza che vi fosse resistenza da parte delle truppe italiane del generale Antonio Basso, e la Sardegna con il resto del mezzogiorno diventò parte del Regno del Sud, rimanendo sotto il controllo dell'esercito americano fino alla fine delle ostilità.

### Il dopoguerra e lo Statuto speciale
Con la conclusione della seconda guerra mondiale, insieme alla Costituzione repubblicana, viene promulgato lo Statuto Speciale di Autonomia, il secondo dopo la Sicilia e oggi esteso in totale a cinque regioni. Il dopoguerra, caratterizzato dall'eradicazione della malaria (grazie alla Fondazione Rockefeller) e dalle richieste e rivendicazioni economiche, vede l'affermarsi della politica dei Piani di Rinascita, misure legislative speciali per il finanziamento dell'industrializzazione della Sardegna (a Porto Torres, Ottana, Portovesme e Sarroch), insieme alle politiche di infrastrutturazione e abitative, ma anche il collocamento di diverse installazioni militari per un totale di migliaia di ettari occupati in parte legate alle vicende della guerra fredda e all'alleanza con la NATO.
Nonostante abiti nell'isola il 2,5% della popolazione italiana, il 60% delle installazioni militari NATO e italiane è tuttora localizzato in Sardegna, comprendendo oltre 35 000 ettari adibiti all'uso di armi sperimentali in cui viene fatto esplodere l'80% delle bombe ad uso militare in Italia.
Persistono inoltre diverse piaghe, quali gli incendi, spesso di origine dolosa, la siccità (ora molto attenuata), i sequestri di persona, che ebbero modo di scomparire solo negli anni novanta, ed una svariata serie di attentati, spesse volte rivendicati da gruppi afferenti all'estrema sinistra ed all'indipendentismo radicale: soltanto nel biennio 1987-1988, erano stati registrati duecentoventiquattro attentati dinamitardi.

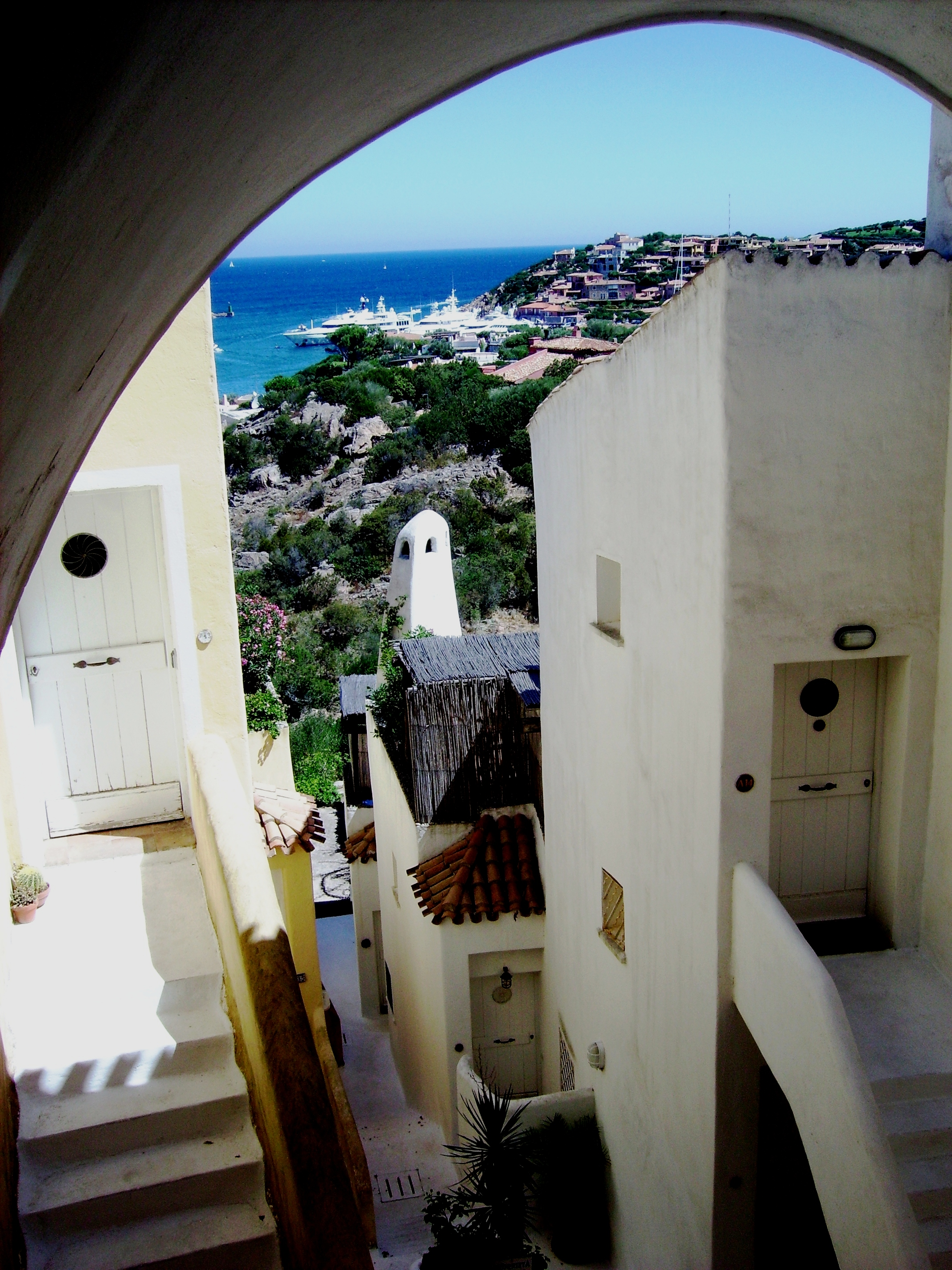
Veduta di Porto Cervo.

Col miracolo economico italiano si verifica uno storico movimento migratorio dall'interno verso le coste e le aree urbane di Cagliari, Sassari-Alghero-Porto Torres e Olbia, che raccolgono oggi gran parte della popolazione sarda. Cresce e si afferma il settore turistico, fino a fare dell'Isola una delle mete più conosciute a livello italiano e internazionale, in particolare grazie alla Costa Smeralda. Rimangono inoltre sempre vivi i fermenti culturali e le tradizioni popolari, come la nascita di talenti artistici e letterari e di figure politiche ai massimi livelli, fra cui Antonio Segni, Enrico Berlinguer e Francesco Cossiga.
Diversi dati attestano che la Sardegna sia l'area più inquinata ad oggi rinvenibile nei territori dello stato italiano, in particolar modo a causa dei falliti piani di industrializzazione.
Alla fine del XX secolo la Sardegna si attesta economicamente a metà strada fra centro e sud Italia, con un reddito pro capite simile a quello dell'Abruzzo, poco inferiore alla media europea. Altri indicatori ne sanzionano i progressi sia economici, sia sociali, ma non annullano le difficoltà di crescita e sviluppo organico ancora presenti. Negli anni recenti, le nuove tecnologie informatiche e il miglioramento dei trasporti, specie quelli aerei con le compagnie aeree a basso costo, hanno attenuato la condizione di insularità e contribuito a innovare e diversificare l'economia locale.